# Geschichte des Hörfunks in Deutschland
Die Geschichte des Hörfunks in Deutschland umfasst speziell die technische, programm- und organisationsgeschichtliche Geschichte des Hörfunks und des Radioapparates in Deutschland.

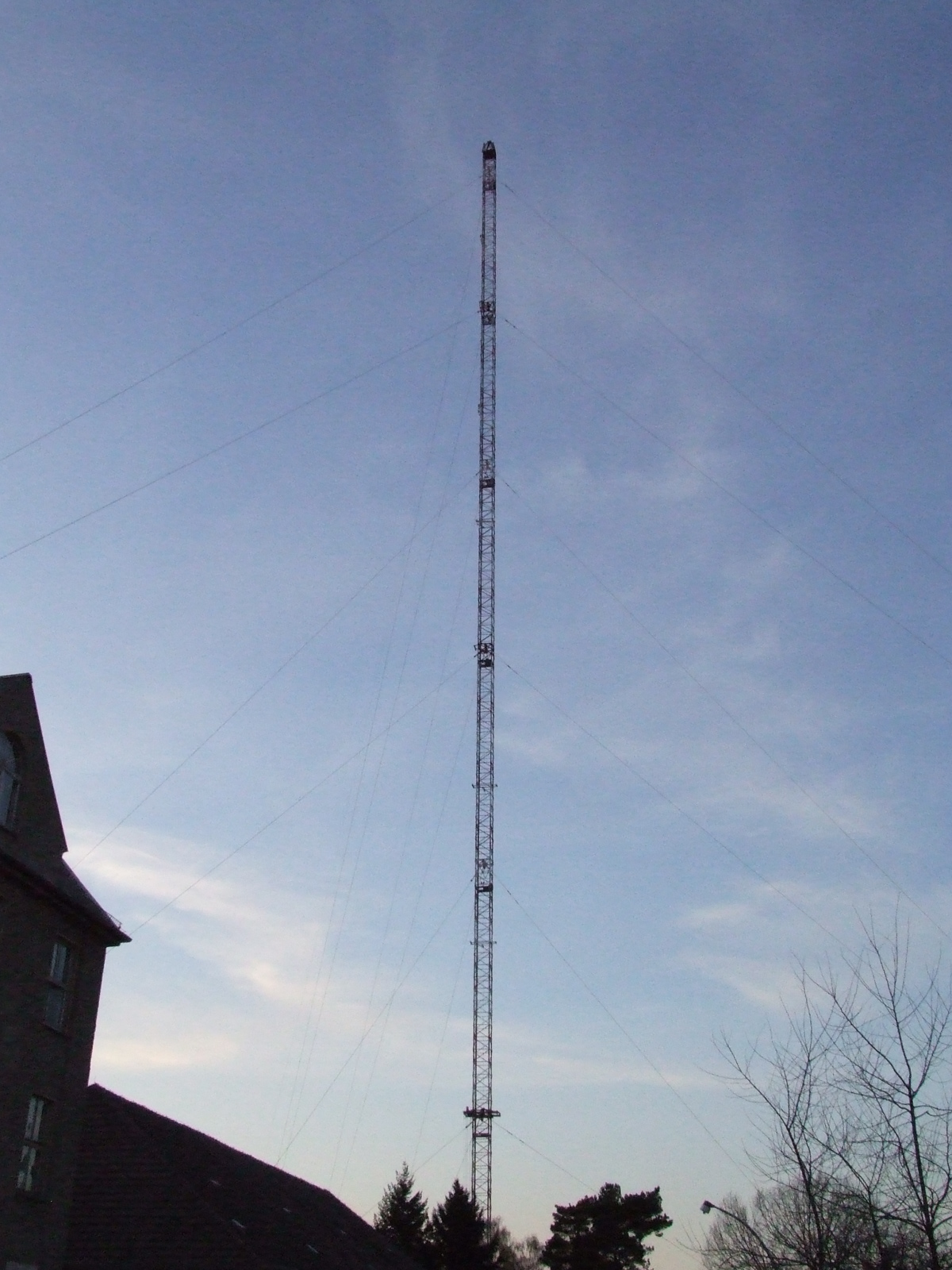
Der 210 m hohe, noch erhaltene Sendemast auf dem Funkerberg in Königs Wusterhausen. Hier befand sich die Wiege des Hörfunks in Deutschland.

## Anfänge

### Entwicklung bis zur ersten Sendung 1923
Die politische Bedeutung von drahtgebundener Informationsverbreitung schlug sich 1892 im Paragrafen 1 des „Gesetzes betreffend das Telegrafenwesen des Deutschen Reiches“ nieder, wo es hieß:
„Das Recht, Telegrafenanlagen für die Vermittlung von Nachrichten zu errichten und zu betreiben, steht ausschließlich dem Reiche zu.“
1908 führte der technische Fortschritt zu einer Novellierung des Telegrafengesetzes:
„Elektrische Telegrafenanlagen, welche ohne metallische Leitungen Nachrichten vermitteln, dürfen nur mit Genehmigung des Reiches errichtet oder betrieben werden.“
Die Verantwortung lag bei der Reichspost. Deren Monopol wurde nur kurz, nämlich während der Novemberrevolution 1919, infrage gestellt. Die Funker sprachen sich für eine Abtrennung des Funks von der Post aus.
Für den Bereich Funk im Reichspostministerium war Hans Bredow zuständig. Er sah anders als die meisten seiner Kollegen, die auf Bezahldienste mit Wirtschaftsnachrichten setzten, im „Rund-Funk“ ein an die Zeitung erinnerndes Medium, das jedermann konsumieren könne. Während des Ersten Weltkriegs führten Bredow und der Physiker Alexander Meißner erste Versuche mit Röhrensendern (→ Elektronenröhre) und Rückkopplungsempfängern durch, bei denen auch Musik in akzeptabler Qualität übertragen wurde. Eine weitere technische Übertragungsmöglichkeit von Tönen bestand mit den von Valdemar Poulsen entwickelten und von der Firma C. Lorenz im damaligen Tempelhof bei Berlin produzierten Lichtbogensendern. Erste musikalische Testsendungen (Konzerte An alle) wurden ab 1919 von der Versuchsfunkstelle Eberswalde ausgestrahlt.
In einem kleinen Raum im zweiten Stock einer Scheune auf dem Gelände des Postfuhramts in Berlins Oranienburger Straße richteten im Jahr 1920 Ingenieure des Telegrafentechnischen Reichsamts einen 1-kW-Sender zur Übertragung von Sprache und Musik ein. Zwei Männer verlasen in zwei Schichten im Stundentakt Wirtschaftsnachrichten, die kostenlos von Banken über deren Detektoren empfangen werden konnten. Um das Programm abwechslungsreicher zu gestalten, legten sich die beiden ein Grammophon zu und richteten dessen Trichter auf das Mikrofon aus. Es stand ihnen nur eine einzige Schallplatte zur Verfügung, deren A- und B-Seite abwechselnd nach den aufgesprochenen Wirtschaftsmeldungen aufgelegt wurde: An der schönen blauen Donau und Wiener Blut. Der Testbetrieb endete mit einem Trafo-Brand in einer der in Holz gepackten Stufen des Senders.
1920 begann die Reichstelegraphenverwaltung mit dem Aufbau eines Netzes von „Presseempfangsstellen“. Diese waren speziell für die Versorgung von Journalisten und Presseorganen mit aktuellen Nachrichten gedacht und lösten allmählich die Drahttelegraphie ab. Diese Technik übertrug Texte, kein gesprochenes Wort.
Am 22. Dezember 1920 fand die erste Rundfunkübertragung der Deutschen Reichspost vom Sender Königs Wusterhausen mit einem Weihnachtskonzert statt. Postbeamte spielten auf mitgebrachten Instrumenten, sangen Lieder und trugen Gedichte vor. Der Funkerberg gilt daher als die Geburtsstätte des öffentlichen Rundfunks in Deutschland. Bis zum Aufkommen des Fernsehens war der Ausdruck „Rundfunk“ identisch mit Hörfunk (zeitweilig auch „Hör-Rundfunk“ bzw. „Ton-Rundfunk“ genannt).
Der Rundfunk bestand damals aus drei Säulen:
- dem 1920 gegründeten Presserundfunk mit politischen und wirtschaftlichen Nachrichten für Zeitungsredaktionen,
- dem 1922 gegründeten Wirtschaftsrundfunk mit Wirtschaftsmeldungen vor allem für Banken,
- und dem „Unterhaltungsrundfunk“. Zwar blieben die drahtlos übertragenen Nachrichtendienste über Jahre für die Reichspost lukrativ, aber der Unterhaltungsrundfunk eroberte die Herzen im Sturm.

Der Presserundfunk übertrug die Nachrichten zunächst telegrafisch. Abonnenten durften ausschließlich Zeitungsverleger sein. 1922 wurde der Dienst auf Tonübertragung („Telefonie“) umgestellt, hieß dann „Presserundfunkdienst“ und stieß auf erheblichen Widerstand der Zeitungsverleger. Diese sahen im Rundfunk ein konkurrierendes eigenes Medium entstehen und nannten ihn „Funkzeitung“. Der Presserundfunkdienst kam vom Wolffschen Büro in Berlin und strahlte über die Wellenlängen 2500 und 3150 Meter von Königswusterhausen aus.

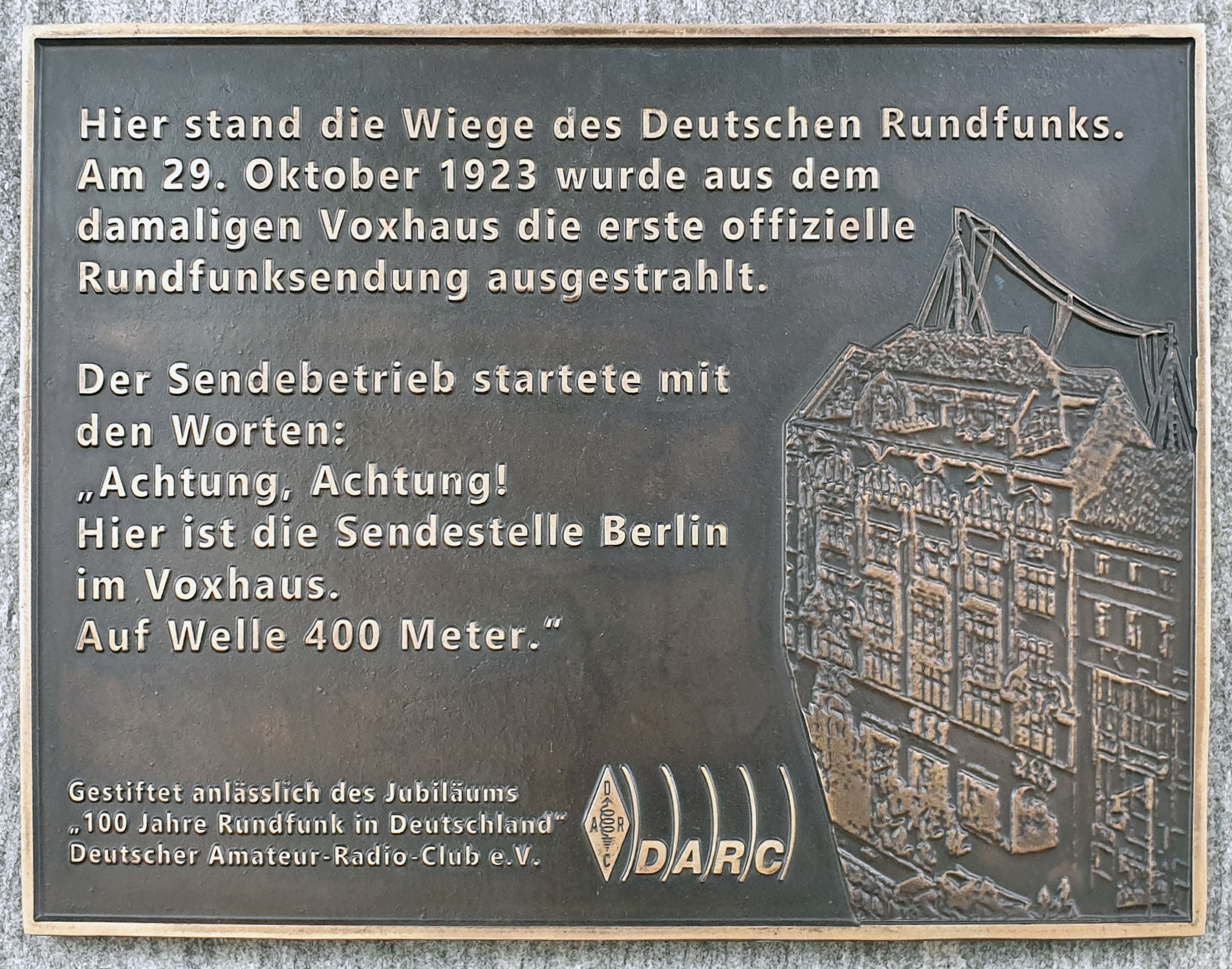
Gedenktafel am Potsdamer Platz 1, in Berlin-Tiergarten

Entscheidend für die Entwicklung des jungen Mediums war der sogenannte Funkerspuk: Nach russischem Vorbild besetzten am 9. November 1918 revolutionäre Arbeiter die Zentrale des deutschen Pressenachrichtenwesens und verkündeten irreführend den Sieg der radikalen Revolution (USPD, KPD, Spartakusbund) in Deutschland. Als Reaktion auf diese Aktion verschärfte die SPD-Reichsregierung die Kontrolle über das junge Medium:
- Funkregal („Funkhoheit“): Hoheitsrecht des Reiches zur Einrichtung und zum Betrieb von Sende- und Empfangsanlagen (ab etwa 1919);
- Empfangsverbot von Funksendungen für Privatleute (um 1922, aufgehoben 1923);
- Begrenzung der technischen Eigenschaften von Empfangsgeräten, Rückkopplungsverbot, Genehmigungspflicht; Einführung der Rundfunkgebühr ab 1923.

Ab 1922 wurde der Wirtschaftsrundspruchdienst als erster regelmäßiger und gebührenpflichtiger Rundfunk betrieben. Am 6. April 1923 gründeten Siegmund Loewe und Eugen Nesper den ersten Radioclub in Berlin, den Deutschen Radio-Klub e. V. Außerdem entstand der Verband der Rundfunkindustrie, der 1924 die erste Große Deutsche Funkausstellung in Berlin organisierte.

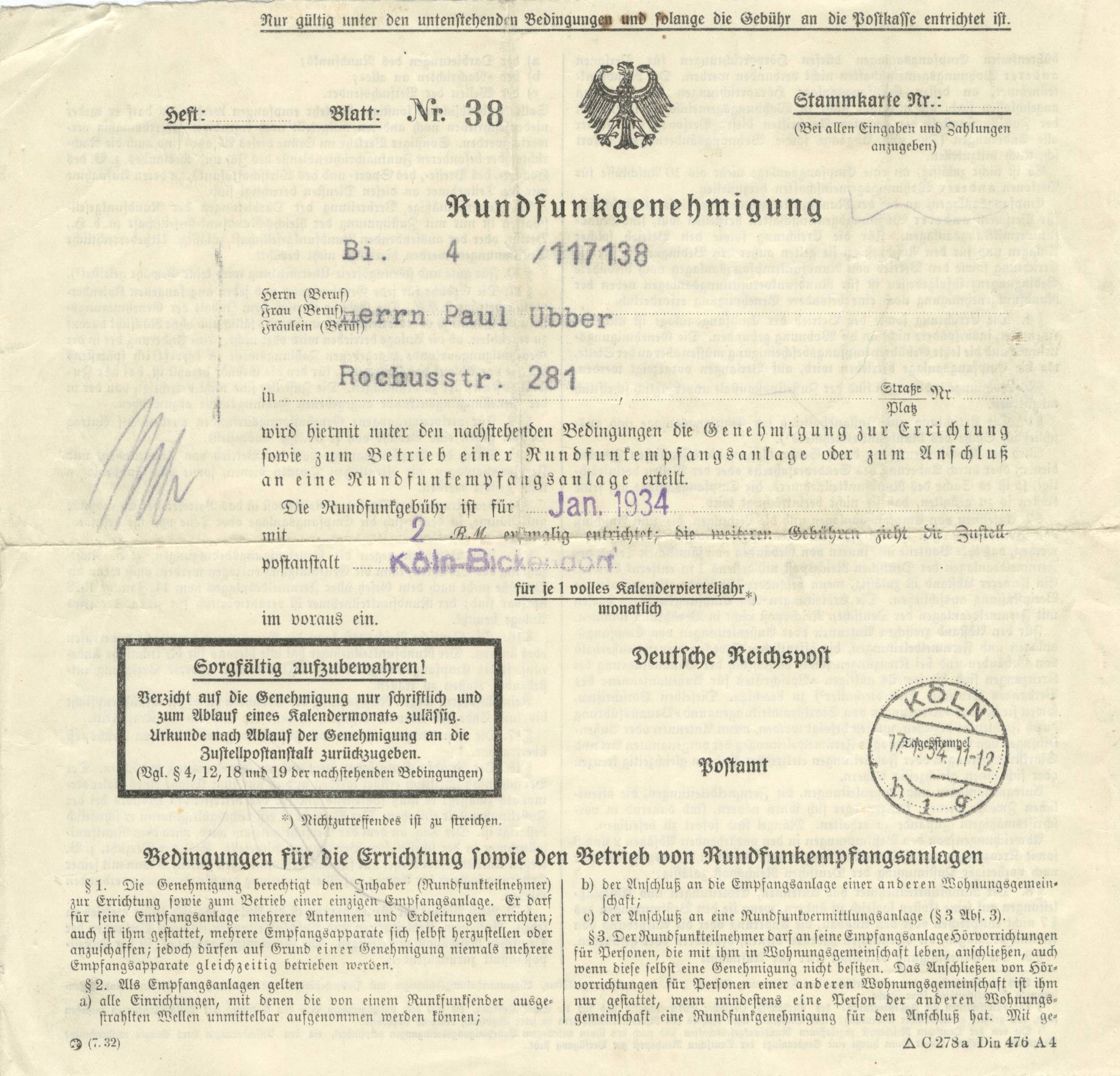
Rundfunkgenehmigung zum Radiohören 1934

Als Geburtsstunde des Rundfunks in Deutschland gilt der 29. Oktober 1923. An diesem Tag wurde die erste Unterhaltungssendung aus dem Vox-Haus ausgestrahlt (siehe: Funk-Stunde Berlin). Als erster offizieller Rundfunkteilnehmer in Deutschland gilt der Berliner Zigarettenhändler Wilhelm Kollhoff. Zu Beginn kostete die Lizenz zum Hören des Programms 1923 − es war die Zeit der Hyperinflation – 25 Mark, der Betrag wurde aber laufend der Inflation angepasst. Mit dem 1. Januar 1924 wurde die Gebühr auf 60 Mark festgelegt (entspricht heute etwa 300 EUR).

### Chronologie bis 1932

Starkes Wachstum der Anzahl gebührenzahlender Hörer zwischen Mitte 1923 und Ende 1925

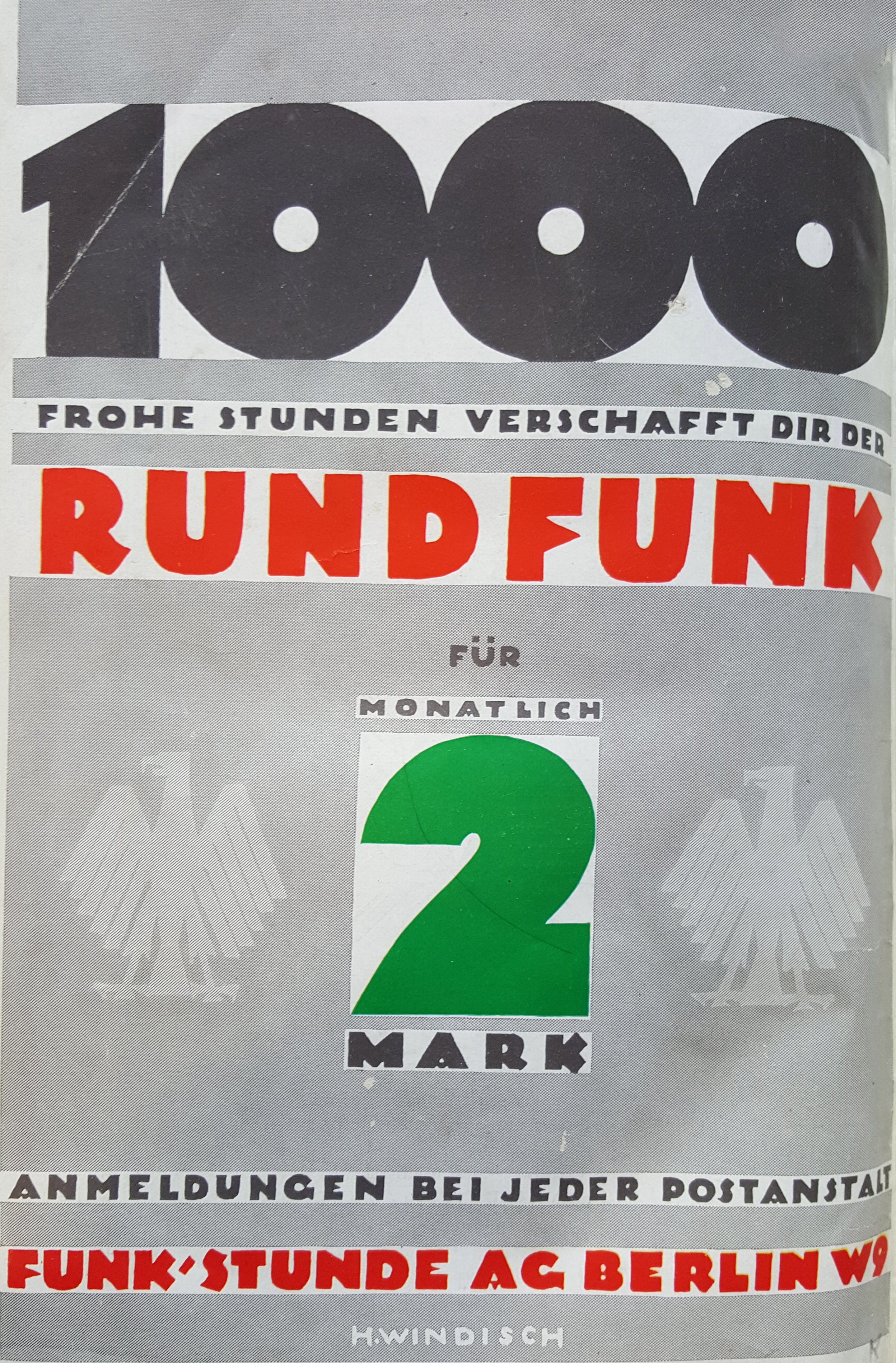
Werbung für die Rundfunkgebühr im Jahrbuch der Funk-Stunde Berlin 1926

Im Frühjahr 1924 wurde die Teilnehmergebühr auf monatlich 2 Mark gesenkt und am 29. Mai fand die erste Rundfunkausstellung in Hamburg statt.
Am 31. Januar 1925 war die erste Rundfunkübertragung über Kurzwelle aus den USA in Deutschland zu hören. Am 4. April wurde der europäische Weltrundfunkverein als Internationale Radio-Union (IRU) gegründet, am 15. Mai die Reichs-Rundfunk-Gesellschaft, die Dachorganisation des Rundfunks unter dem Dach der Reichspost. Am 1. November sprach Bernhard Ernst den ersten Livekommentar zu einem Fußballspiel zwischen Preußen Münster und Arminia Bielefeld im Radio.
Das erste in Deutschland per Rundfunk verfolgbare Fußballländerspiel war die Begegnung zwischen Deutschland und den Niederlanden am 18. April 1926 im Rheinstadion in Düsseldorf. Am 1. Juni schuf das Reichspostministerium den ersten „Reichsrundfunkkommissar“. Am 1. September ging der erste Versuchssender für Kurzwellenrundfunk in Deutschland in Betrieb. Am 3. September wurde der Funkturm in Berlin eingeweiht. Ebenfalls 1926 ging die Deutsche Welle GmbH (ab 1. Januar 1933 Deutschlandsender GmbH) auf Sendung.
Vom 4. Oktober bis 25. November 1927 fand in Washington, D.C. (USA) die Internationale Weltfunkkonferenz statt. Der veranstaltende Internationale Telegraphenverein (heute Internationale Fernmeldeunion) ordnete für die Mitgliedsländer mit der Unterzeichnung des Dritten Weltfunkvertrags, eines ergänzenden Abkommens zu den Berliner und Londoner Internationalen Radiotelegraphen-Konventionen von 1906 und 1912, erstmals weltweit die Rundfunkfrequenzen und Wellenbereiche. Erstmals erfolgte auch die Zuordnung von Kurzwellenbändern. Noch vor der Weltfunkkonferenz wurde am 19. April 1927 durch die Internationale Radio-Union eine Internationale Wellenkontrollstelle in Brüssel eingerichtet.

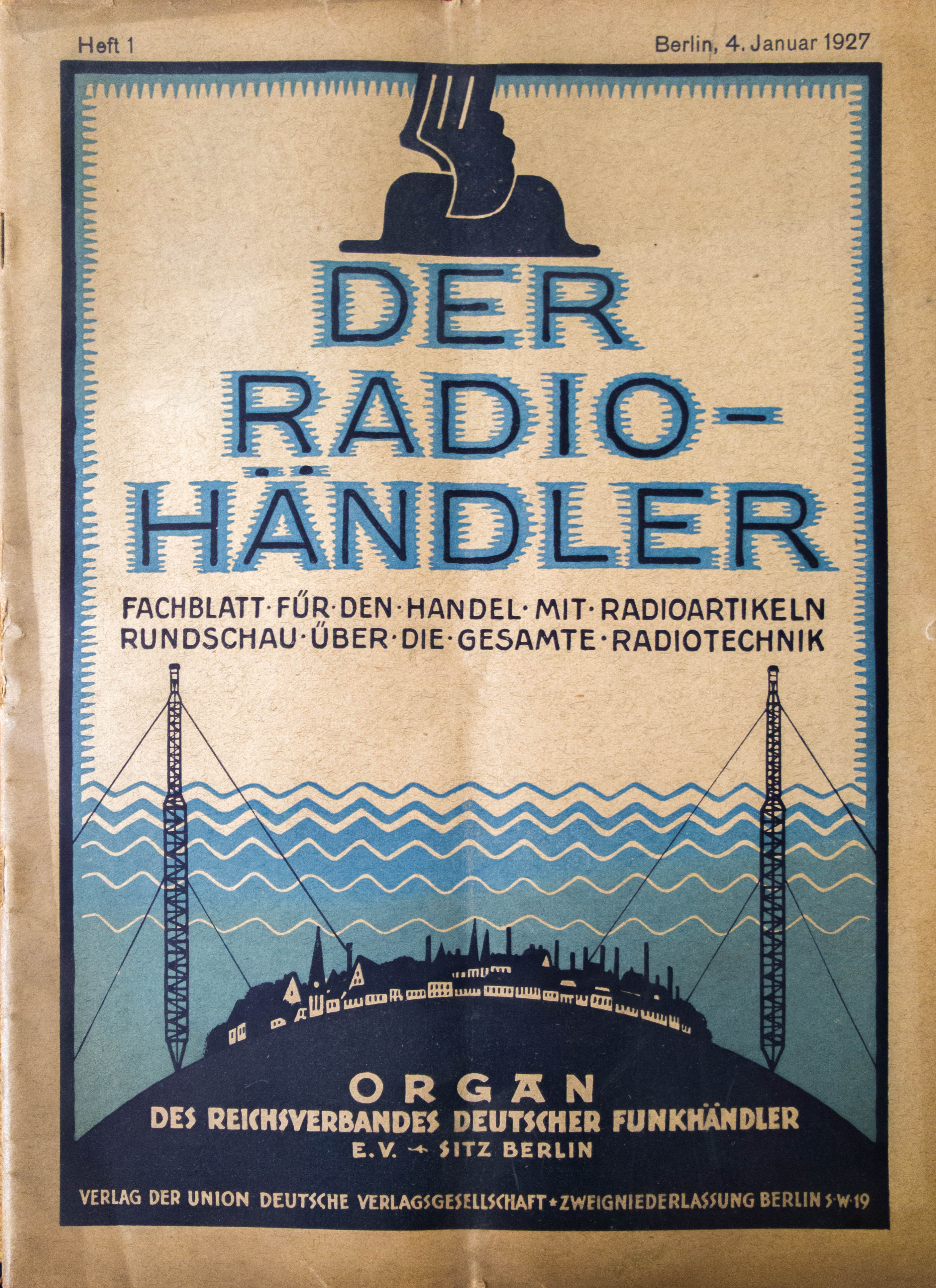
Branchenblatt „Der Radiohändler“, 1927

Am 20. Dezember 1927 begann in Zeesen der Deutschlandsender II auf Langwelle (240 kHz) mit dem Sendebetrieb. Zu dieser Zeit war er der stärkste Rundfunksender Europas. Ebenfalls im Dezember ging der Kurzwellen-Versuchssender AFK in Döberitz, westlich von Berlin, an den Start.
Im Oktober 1928 gab die Deutsche Reichspost der Telefunken Gesellschaft für drahtlose Telegraphie m.b.H. den Auftrag, in Zeesen einen Kurzwellensender (Weltrundfunksender) zu bauen.
Die Radioberichterstattung von der Trauerfeier und dem Trauerzug für Gustav Stresemann vom 6. Oktober 1929 gilt als die älteste erhaltene Hörfunkreportage Deutschlands.
Am 1. Januar 1929 traten die Frequenzvereinbarungen des Washingtoner Weltfunkvertrags in Kraft. Der Zeesener Weltrundfunksender nahm am 26. August 1929 seinen Betrieb auf. Am 2. Dezember übertrug Radio Madrid 25 Minuten eines vom Weltrundfunksender auf Welle 31,38 ausgestrahlten Konzerts. Am 25. Dezember übernahm der US-Sender NBC das deutsche Weihnachtsprogramm; es war der erste Programmaustausch mit den USA. Im Januar 1932 wurde dieses Austauschabkommen erweitert. Am 22. Januar 1932 ging der erste Richtstrahler für Nordamerika in Betrieb. Am 19. August stellte die Reichspost auf der 9. Großen Deutschen Funkausstellung Berlin den ersten Radioempfänger mit Kurzwellenempfangsmodul vor.
1932: Das Rundfunk Jahrbuch 1933 bietet eine Rundfunkstatistik für den Zeitraum Januar bis August 1932:
- In dem Zeitraum von sieben Monaten sendeten die zehn Hauptsender des Reichs 33.000 Stunden. (Das heißt, mehr als die Hälfte des Tages wurde Programm gemacht.)
- Von den 33.000 Betriebsstunden gehörten 28.000 in den Bereich der Kunst (siehe unten).
- Im deutschen Rundfunk arbeiteten 274.000 Personen, davon 165.000 „Fremde“.
- Der internationale Programmaustausch gab 157 Sendungen ab und übernahm 156 Sendungen aus dem Ausland.
- Zu den Aufführungen gehörten Oper (285, mit einem Personal von 66 Autoren), Operette (103 Aufführungen, 30 Autoren), Schauspiel (180 Aufführungen, 74 Autoren) und Hörspiel (460 mit 246 Autoren). Das heißt, die Hörspielaufführungen überstiegen alle anderen künstlerischen Rundfunkformen bei weitem, und auch die Autorenschaft war groß.
- Das Jahrbuch schätzte auch die Hörerzahlen: Weltweit befanden sich demnach 49,6 % aller Rundfunkteilnehmer in Europa, 46,2 % in Amerika. Die USA hatten 15,8 Millionen Hörer, Großbritannien 4,8, Deutschland 4, Russland 3, Frankreich 1,5 und Italien 1,2 Millionen Hörer.

## Der Weg zum Massenmedium

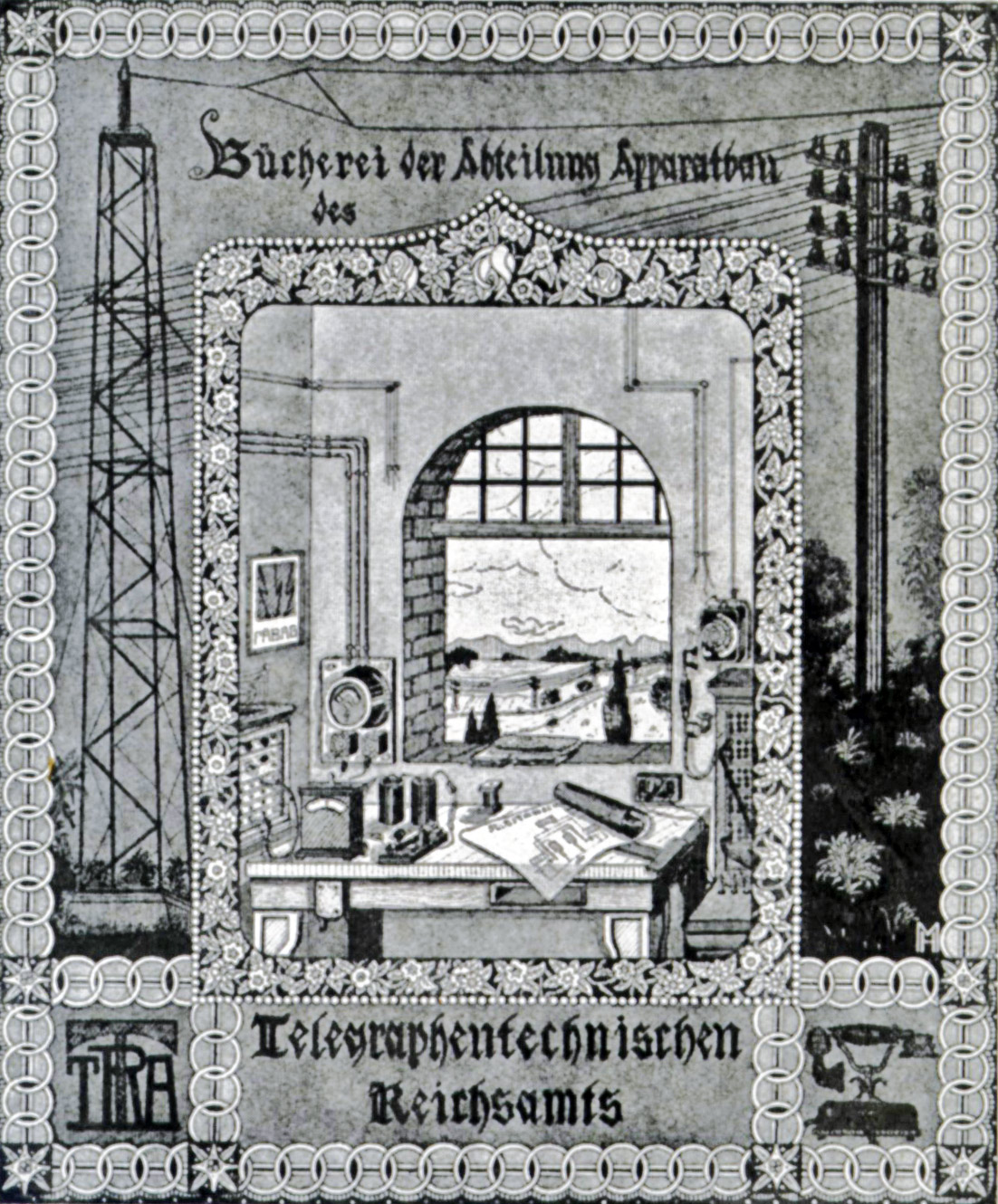
Das Telegraphentechnische Reichsamt war für die Einführung der Rundfunktechnik zuständig. Logo des TRA um 1910

### Aufbau des Sendernetzes
Die Vorläufer des Rundfunks in Deutschland waren der Presserundfunk und der Wirtschaftsrundfunk, auch „Wirtschaftsrundspruch“ genannt, betrieben von der Eildienst G.m.b.H, mit einer überschaubaren Menge gut zahlender professioneller Empfänger bei Zeitungen und Verlagen (Presserundfunk) bzw. dem Bankengewerbe und der Großindustrie (Wirtschaftsrundfunk), die vom Sender in Königs Wusterhausen über das ganze Reichsgebiet hinweg mit Nachrichten versorgt wurden. Der Wirtschaftsrundfunk startete 1922 mit 762 Empfangsstellen an 255 Orten und war zunächst ein Erfolg: Zwei Jahre später gab es 1181 Empfangsstellen an 513 Orten. Die Reichspost experimentierte von 1920 bis 1922 mit einem „Rundfunkempfangsnetz“. 1922 gab es 76 dafür geeignete Empfangsanlagen.
Der Staatssekretär im Reichspostministerium Hans Bredow entwickelte aus dem Erfolg von Presse- und Wirtschaftsrundfunk die Idee eines ebenso zentralistischen neuen Dienstes, den er „Unterhaltungsrundfunk“ nannte. Bredow konnte sich gegen den Einfluss der Landesregierungen nicht durchsetzen, und so begann die Reichspost mit dem Aufbau eines dezentralen Sendernetzes. Der Berliner Sender im Oktober 1923 war der erste, München folgte einige Monate später. Beide Anstalten hatten mit ihren Unterhaltungsprogrammen Erfolg, wobei neben Musik und Literaturlesungen bereits zu Beginn die Wirtschaftsnachrichten und Wetterberichte („Wettermeldungen“) eine besondere Rolle spielten, nicht zuletzt bei der ländlichen Bevölkerung, die bis dahin auf Zeitungen angewiesen war, die einen Tag später per Post geliefert wurden. Die Zeitungsverlage standen dem wachsenden Sendernetz skeptisch gegenüber. Sie fürchteten, der „Zeitungsfunk“ würde die Zeitung ersetzen. Andererseits richteten Zeitungen bereits 1925 Rubriken mit Nachrichten aus dem Rundfunk ein, um ihre eigene Aktualität zu unterstreichen.
Von den steigenden Gebühreneinnahmen beflügelt, strebte man 1924 eine Abdeckung des gesamten Reichsgebiets durch Sender mit einer Reichweite von jeweils 150 km an. Als dennoch „tote Bezirke“, also Gegenden ohne Empfang übrig blieben, erhöhte die Reichspost die Zahl der Sendeanstalten auf 20, wovon die letzten in Freiburg, in der Pfalz und im preußischen Rheingebiet zwischen November 1926 und Anfang 1927 an den Start gingen. Aus Kostengründen schlossen sich manche Sender, etwa die in Hamburg, Bremen, Hannover und Kiel, zu Verbünden zusammen und „teilten“ Sendungen untereinander „aus“.

### Föderale Struktur

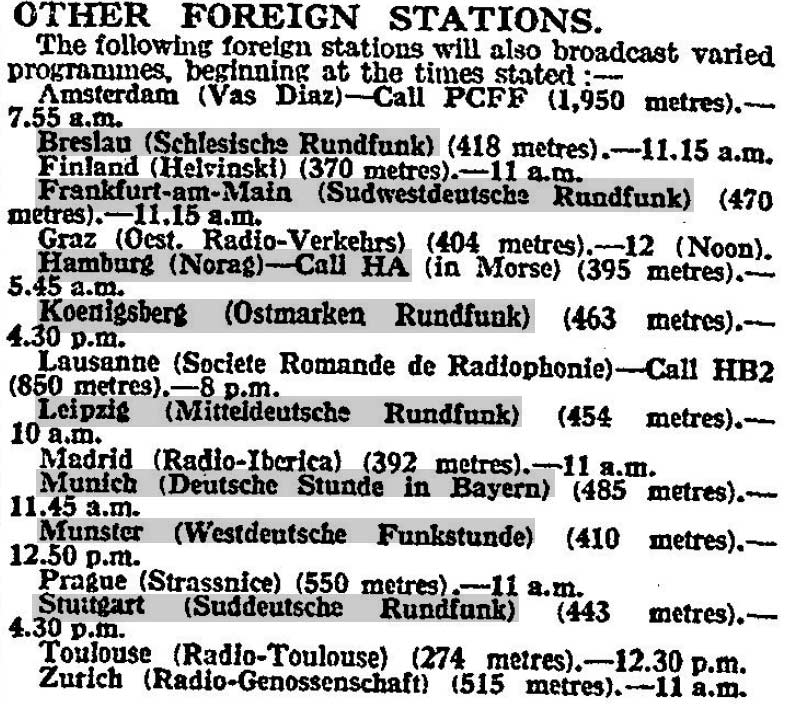
Die Londoner Times listet die deutschen Sender auf (22. August 1925)

Die föderale Struktur der Sender führte zu individuellen Programmgestaltungen, die die Redaktionen allerdings mit der Telegraphenverwaltung abstimmen mussten, um, wie es in den Anfangsüberlegungen hieß, „gewerbliche Ausbeutung zu verhüten“. Gelder kamen aus den Rundfunklizenzen der Hörer, für die Infrastruktur sorgte das Ministerium. Ende 1926 stellte der Berliner Oberpostrat Thurn fest, dass dies entscheidende Voraussetzungen waren, den Rundfunk nicht zu kommerzialisieren und wirtschaftlichen Interessen zu unterwerfen. Die Regierung legte den Rundfunkgesellschaften strenge Regeln der Überparteilichkeit bei Wortsendungen auf. Um die Durchführung nachzuhalten und Fehlverhalten zu maßregeln, führte sie für die einzelnen Rundfunkbezirke „Überwachungsausschüsse“ ein, in denen Reichs- und Landesvertreter saßen. Um Unstimmigkeiten im Vorfeld zu vermeiden, musste jeder Sender einen „kulturellen Beirat“ aus drei bis sieben Personen einrichten, die auf lokaler Ebene bestimmt, aber vom Reichsinnenministerium abgesegnet wurden.
Das kulturelle Aushängeschild der jungen deutschen Radiowelt war der Deutschlandsender. Er erreichte wegen seiner Wellenlänge von 1300 m große Teile des Reichs und sendete vorwiegend Bildungsvorträge. Neben der Deutsche Welle GmbH wirkte auch das Zentralinstitut für Erziehung und Unterricht in Berlin bei diesem Bildungsauftrag mit. Das Abendprogramm bestückte der Berliner Senders oder eines ausländischen Senders mit Vortragsreihen.

### Regelungen des Radioempfangs
Anfangs mussten die Besitzer von Empfangsgeräten Schulungen absolvieren, um verantwortlich mit der neuen Technik umzugehen. Neben der Aufklärung darüber, dass das Abhören bestimmter Frequenzen strafbar war, mussten die Radiobesitzer vor allem verstehen, die Sendefähigkeit ihres Geräts zu zügeln, indem sie Rückkopplungen (die sie dann selbst zu Sendern machte) vermieden. Im September 1925 waren die Geräte so leicht zu bedienen, dass die Reichspost die Prüfung fallen ließ und jedem Interessierten eine „Genehmigungsurkunde für eine Empfangsanlage“ zustellte. Das Postministerium hatte es eilig, neue Gebührenzahler zu gewinnen und wies Briefträger an, die Anträge nur durch mündliche Ansprache durch den Kunden aufzunehmen und die Urkunde am nächsten Tag zuzustellen.
Die Lizenz erlaubte den Betrieb mehrerer Empfangsgeräte, jedoch nicht gleichzeitig. Für das private Radiohören gab es keine örtliche Einschränkung; man durfte als Gebührenzahler auch im Garten und am Schiff Radio hören. Problematisch war das öffentliche Radiohören, weil hier eine Regelung aus der Zeit vor dem Radio griff, nämlich Vergnügungssteuer abzuführen. Neues Rechtsterrain war die „Wiedergabe von Funkdarbietungen durch Lautsprechervorführungen in Cafés usw.“. Die Gerichte entschieden darüber unterschiedlich. Auch die Frage, ob ein Vermieter seinem Mieter den Betrieb einer Empfangsanlage gestatten muss, war noch nicht endgültig geklärt. 1926 wurden die meisten Verfahren bereits im Sinne des Mieters entschieden. Rechtlich eindeutig geregelt dagegen war durch ein Urteil des Deutschen Reichsgerichts vom 12. Mai 1926 das „Funk-Urheberrecht“, welches den Sender auffordert, vom Künstler für das jeweilige Werk eine Genehmigung einzuholen, bevor es gesendet wird. Zu Differenzen mit Reichspostministerium und Polizeibehörden kam es in vielen ländlichen Gegenden mit schlechtem Rundfunkempfang, weil örtliche Polizeivorschriften den Bau von „Luftleiteranlagen“ behinderten. 1927 wurden diese Differenzen beigelegt.

### Erste Sendungen, erste Schwarzhörer

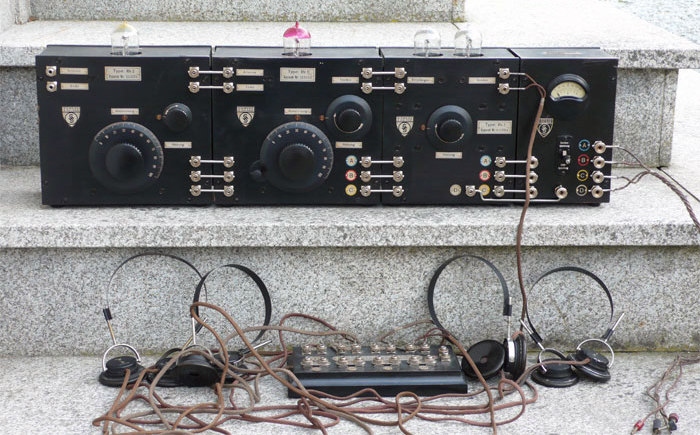
Eines der ersten Radiogeräte von Siemens & Halske, wegen der aneinandergekoppelten Bausteine auch „D-Zug“ genannt.

Als die erste Rundfunkgesellschaft am 29. Oktober 1923 ihren Sendebetrieb mit der Funk-Stunde Berlin aufnahm, gab es nicht einen einzigen zahlenden Hörer; zum Jahresende waren es 467. Die Reichstelegraphenverwaltung hatte die Jahresgebühr auf 25 Goldmark festgelegt, sie wurde dann – mitten in der Inflationszeit – „vervielfacht mit der am Tag der Zahlung gültigen Verhältniszahl für die Berechnung der Telegraphengebühren im Verkehr mit dem Ausland“.
Nach dem „Telegraphengesetz“ (früher: Gesetz über das Telegraphenwesen des Deutschen Reichs von 1892) waren für Schwarzhörer empfindliche Strafen vorgesehen: Geldstrafe und im Extremfall Gefängnis bis zu sechs Monaten. Die Erhöhung der Jahresgebühr am 1. Januar 1924 auf 60 Rentenmark – etwa ein Drittel des durchschnittlichen Monatseinkommens – schreckte viele interessierte Hörer vom Erwerb einer Rundfunklizenz ab. Die am 8. März 1924 erlassene „Funknotverordnung“ verschärfte die Strafen nochmals, gewährte jedoch allen Schwarzhörern Amnestie, die sich bis zum 16. April bei der Post meldeten. Bei dieser Aktion haben sich vermutlich 54.000 Teilnehmer selbst angezeigt.
Die Teilnehmerzahlen stiegen erst deutlich, nachdem am 14. Mai 1924 die Jahresgebühr rückwirkend zum 1. April auf 24 Rentenmark festgelegt worden war. Am 1. Januar 1924 gab es in Deutschland 1580 Rundfunkteilnehmer. Zum Jahresende hatten sich 548.749 Teilnehmer angemeldet, ein Jahr später war die Millionengrenze überschritten. Aus dem Verkauf von Radiobauteilen lässt sich jedoch schließen, dass immer noch die meisten Menschen ihren Radioempfänger selbst bastelten und nicht anmeldeten.
Ernst Hardt, erster Intendant der Westdeutschen Rundfunk AG Werag (später WDR), sah es als problematisch an, nicht zahlenden Hörern mit Gefängnis und Zerstörung ihrer Familienverhältnisse zu drohen. Die Deutsche Reichspost baute und unterhielt große Teile der Rundfunkinfrastruktur und behielt dafür 40 % von den Rundfunklizenzen ein. Die Post drängte die Programmmacher, die Hörer offensiver zum Einhalten der Vorschriften zu bewegen: „Es soll ein regelrechtes Jagen geben mit Fallen, die wirklich zuschnappen und Schlingen, die wirklich fangen, und wir sollen dabei helfen“, sprach Hardt im Abendprogramm. „Aber wir möchten nicht gern die Häscher sein von Menschen, die wir lieb haben, weil sie uns hören.“ Hardt endete den Vortrag mit der Ankündigung, dies sei die letzte Aufforderung vor der „Schwarzhörer-Razzia“: „Lassen Sie mich diesen betrüblichen, ja diesen eigentlich ernsten Beginn eines ‚Lustigen Abends‘ mit der Hoffnung schließen, daß diese Warnung genügen wird, uns zu dem Lohn für unsere Arbeit und Ihnen aus einer Gefahr zu verhelfen, die schon morgen, schon übermorgen, die an jedem Tag und jeder Stunde Übles für sie zum Ende haben könnte: Geldstrafe und den Verlust Ihres Gerätes oder Gefängnis. Weiß Gott, lassen Sie es um der lumpigen zwei Mark nicht dahin kommen!“
Die Londoner Times beobachtete die Rundfunkentwicklung in der Weimarer Republik genau und bilanzierte 1927:

„Die erste deutsche Rundfunkgesellschaft, die Berliner Funk Stunde A. G., wurde im Oktober 1923, in Zeiten größter Geldinflation und sozialer Unruhen gegründet. Die Kosten der ersten Rundfunklizenzen lagen bei 60 Goldmark oder 780 Milliarden der damals aktuellen Landeswährung; diese Zahlen geben einen guten Einblick in die Verhältnisse der Zeit. Dennoch fanden sich bis zum Ende des Jahres über Tausend Optimisten, die bereit waren, diese enormen Summen für das Privileg auszugeben, die ersten deutschen Rundfunkprogramme zu hören. Nach der Stabilisierung der Währung sank die Gebühr auf 24 Goldmark pro Jahr, umgerechnet 1 £ 4 Schillinge, wo sie bis heute steht. In Deutschland gibt es jetzt fast zwei Millionen Radioabonnenten.“

In Deutschland empfand die Reichsregierung die wachsende Zahl von Schwarzhörern (Zaungäste) als massive Bedrohung und verhängte Geld- und Gefängnisstrafen von bis zu sechs Monaten auf Schwarzhören. Weiter verschärft wurden diese Bestimmungen durch die „Funknotverordnung“ vom 8. März 1924 (siehe auch: Audionversuchserlaubnis). Als die Kontrollmaßnahmen danach zu greifen begannen, stieg das Vertrauen der Regierung in das Medium. Durch weitere administrative Maßnahmen wurde der Hörfunk als unpolitischer und überparteilicher Unterhaltungsdienst etabliert. Trotzdem nahm die Reichspost durch die Erste Rundfunkreform 1926 großen Einfluss auf das neue Medium. Mit Kulturbeiräten und Überwachungsausschüssen wurde das Programm von den Ländern und dem Reichsinnenministerium kontrolliert. Die Reichspost hatte dafür das Sagen in der neugegründeten Dachorganisation der Reichsrundfunk Gesellschaft (RRG), die die Regionalgesellschaften wirtschaftlich überprüfen und nach außen hin vertreten sollte. Vorsitzender war Hans Bredow. Das Reichsinnenministerium gründete zwei Rundfunkgesellschaften, die Tagesnachrichten sowie musikalische, wissenschaftliche und literarische Beiträge übertragen sollten. Eine weitere Lizenz wurde an den Vox-Konzern vergeben, der an einem neuen Werbeträger interessiert war. Die finanzielle Ausstattung dieser Sender deckte jedoch nur die nötigsten Ausgaben.

### Zehn Sender im Reich

Logo der Reichs-Rundfunk-Gesellschaft.

Rundfunkteilnehmer im Laufe des Jahrs 1925, aufgeschlüsselt nach Sendern. Das größte Publikum erreicht Berlin, das kleinste Königsberg. Im Sommer 1925 setzt eine vorläufige Sättigung ein.

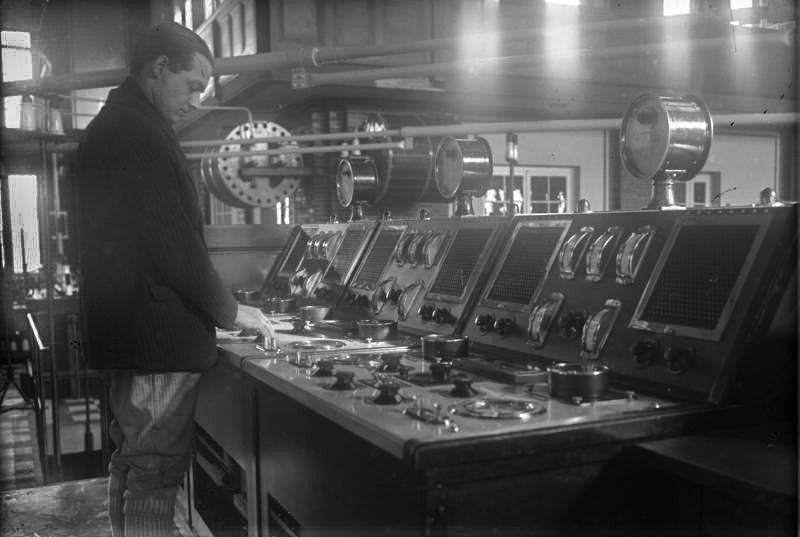
Raum für Antennenspulen in der Großfunkstelle Nauen 1930

1924 wurden weitere Sender eröffnet:
- Sender Leipzig I (2. März),
- Frankfurt am Main I und
- München I (30. März),
- Sender Hamburg I (2. Mai),
- Sender Stuttgart I (10. Mai),
- Sender Breslau I (26. Mai),
- Sender Königsberg I (14. Juni) sowie zuletzt der
- Sender Münster I (10. Oktober).

Dies geschah aus einer technischen Not heraus: Die Sendeleistung des Senders in Königs Wusterhausen reichte nicht zur Versorgung des gesamten Reiches aus. Daher waren Verstärkersender in den jeweiligen Regionen erforderlich.
Am 1. Januar 1925 betrug die Zahl der Rundfunkteilnehmer 548.749; am 15. Mai desselben Jahres wurde unter Führung der Reichspost die Reichs-Rundfunk-Gesellschaft als Rundfunk-Dachorganisation geschaffen. Die Radiomacher entdeckten sehr bald schon den Sport als Gegenstand des Publikumsinteresses. Die erste Sportübertragung war eine Reportage am 13. Juli 1924 über einen Ruderwettbewerb auf der Hamburger Alster. Der 21. Juli 1925 gilt als Premiere für die erste Sportübertragung, wo der Reporter sich nicht in der Sendeanlage, sondern vor Ort am Geschehen befand, nämlich bei einem Ruderwettbewerb am Dortmund-Ems-Kanal bei Münster.
Am 1. November 1925 sprach Bernhard Ernst den ersten Livekommentar zu einem Fußballspiel zwischen Preußen Münster und Arminia Bielefeld im Radio. Das erste per Rundfunk verfolgbare Fußballländerspiel war die Begegnung zwischen Deutschland und den Niederlanden am 18. April 1926 in Düsseldorf. Am 3. September 1926 wurde der Berliner Funkturm eingeweiht. Ebenfalls 1926 ging die Deutsche Welle GmbH auf Sendung, die später in Deutschlandsender umbenannt wurde.
In der Nacht vom 31. Januar auf den 1. Februar 1926 lief die erste Sendung, die alle Sender im Reich zusammenschaltete. Anlass war die Befreiungsfeier am Kölner Dom, das Ende des ersten Teils der Alliierten Rheinlandbesetzung. Die Übertragung lief über besonders ausgewählte Fernsprechleitungen. Koordinator war das gerade erst entstandene Funkhaus des Westdeutschen Rundfunks.
Als Radiogerät hatte ab 1926 der Röhrenempfänger mit Lautsprecher den einfachen Detektorapparat mit Kopfhörer verdrängt.
1927 betrug die jährliche Rundfunkgebühr 24 Mark. Die Londoner Times schreibt in ihrer Ausgabe vom 6. Oktober 1927 dazu (aus dem Englischen übersetzt):

„Diese Gebühr mag englischen Radiohörern hoch vorkommen, aber die Kosten des weitverzweigten Deutschen Systems sind natürlich erheblich. ‚Rundfunkpiraten‘ oder Schwarzhörer, wie sie in Deutschland heißen, sind zahlreich, aber die Behörden halten 2 Mark monatlich für erschwinglich und zeigen wenig Verständnis für Hörer, die sich der Zahlung entziehen. Seit dem Jahr 1926 veröffentlichte Zahlen belegen, dass bis zum vergangenen Quartal alle drei Monate durchschnittlich 500 Personen dieses Vergehens überführt wurden. Letztes Quartal jedoch stieg diese Zahl auf 1003 an. In einigen Fällen wurden Haftstrafen verhängt und in jedem Fall das Empfangsgerät eingezogen.“

Die regionalen deutschen Sender veröffentlichten regelmäßig Programmhefte für im Jahr 1932 den Preis von zwischen 25 und 90 Pfennigen pro Monat:
- Funkstunde, das offizielle Berliner Programmblatt, Verlag Funk-Dienst Berlin
- WERAG, das Ansageblatt des Westdeutschen Rundfunks, Rufu-Verlag Köln
- Mirag, die offizielle Programmzeitung des Groß-Senders Leipzig, Mirag-Verlag Leipzig
- NORAG, für den norddeutschen Sendebezirk, Rufu-Verlag Hamburg
- Bayerische Radio-Zeitung, für Bayern und Pfalz, G. Franz'sche Buchdruckerei München
- S.R.Z., Südwestdeutsche Rundfunkzeitung, Südwestdeutscher Funk-Verlag Frankfurt
- Königsberger u. Danziger Rundfunk Illustrierte, für ganz Ostpreußen, Verlag Königsberger und Danziger Rundfunk Königsberg
- Schlesische Funkstunde, offizielles Organ der Sender Breslau und Gleiwitz, Schlesischer Funkverlag Breslau
- Südfunk mit Süddeutscher Radio-Zeitung, für Württemberg und Baden, Verlag Tagblatt Stuttgart[30]

Anfang der 1930er Jahre war Radio in der Gesellschaft angekommen. Regierung, Post und Industrie zeigten ein virales Interesse an dem neuen Medium. Trotzdem war 1930 die Empfangslage vielerorts problematisch, und Ratgeber verkauften sich in hohen Auflagen, die den Hörfunk-Konsumenten davon abhalten sollten,…
… nur [zu] schelten. Wer etwas vom Radio verstehen will – wer nicht bloß über das Programm schimpfen will, sondern auch wissen möchte, wie Senden und Empfangen zustande kommen, […] für den ist und bleibt ‚Der praktische Radioamateur‘ von Hanns Günther und Dr. Franz Fuchs der gegebene Führer. Fast 100000 Exemplare des Buches sind schon verbreitet.

### Radiotheorie und zentralistische Tendenzen
Bertolt Brecht entwickelte in seinen Schriften eine alternative Konzeption zu dem etwa ab 1925 etablierten Rund-Funk. In seinem Rundfunkexperiment versuchte er, den Hörer zum aktiven Mitspieler werden zu lassen und so den asymmetrischen Kommunikationsfluss vom Sender zum Empfänger in einen symmetrischen umzuwandeln. Die Gesamtheit dieser Vorstellungen bezeichnet man als Brechts Radiotheorie, obwohl sie kein homogenes Gebilde darstellt. Brecht war sich jedoch bewusst, dass seine Vorstellung „in dieser Gesellschaftsordnung“ undurchführbar war. Er sah einen politischen Ursprung der Begrenzungen des Hörfunks: Nach der Freigabe des Rundfunkempfangs für jedermann erlegte das Reichsinnenministerium der Industrie verschiedene Einschränkungen auf:
- Es durften nur Geräte zum Empfang des Wellenbereichs von 250 bis 700 m (Mittelwellen, 430 bis 1200 kHz) hergestellt werden.
- Die Empfangsgeräte durften nicht in der Lage sein, Funkwellen selbst zu erzeugen.
- Empfangsgeräte durften nur von amtlich anerkannten Firmen hergestellt werden.

Der Staat hatte damit eine weitreichende Kontrolle über die Funkempfangsanlagen erzielt. Zusätzlich gab es inhaltliche Auflagen für die Rundfunksender, deren Programmgestaltung durch Ausschüsse mit Kontrollfunktion geprüft wurde. Verboten waren unter anderem politische Äußerungen, Erotik und Satire.
Ab 1928 wurden diese Auflagen stufenweise gelockert. Zunächst durften Beiträge zu aktuellen Themen der Zeit gesendet werden (z. B. Wirtschaftskonjunktur, Reichswehr, Alkoholmissbrauch), dann kamen unter Brüning gelegentliche „Statements verantwortlicher Staatsmänner“ hinzu. Mit der zweiten Rundfunkreform 1932 änderte sich dies. Die Regierung von Papen („Kabinett der Barone“) machte den Rundfunk zum Staatsorgan. Die Neuordnung ging vom Reichsministerium des Innern und seinem Rundfunkreferenten Erich Scholz aus. Nach dieser Reform überwachen zusätzliche „Rundfunk-Kommissare“ die Sendungen. Eine Vielzahl Notverordnungen dehnten allgemein den Staatseinfluss aus.

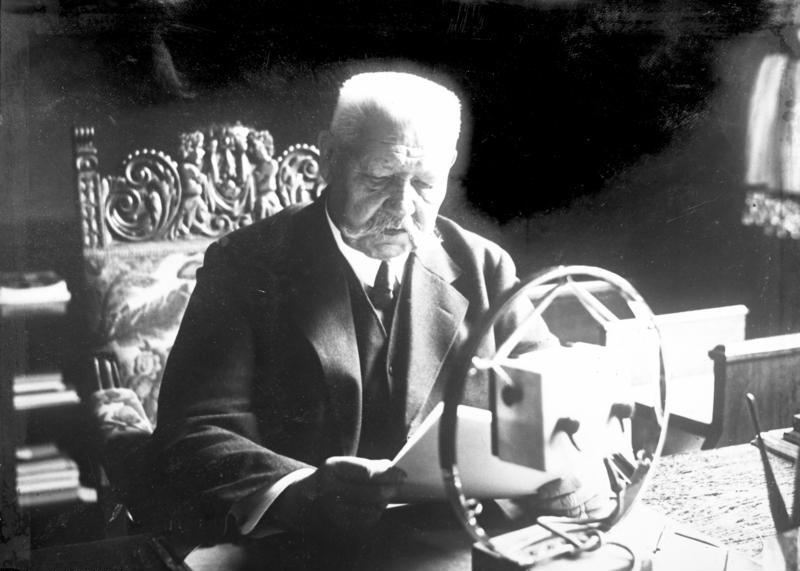
Reichspräsident Hindenburg spricht im März 1932 in einer halbstündigen Reichssendung im gesamten Deutschen Reich

Die Reichssendung war eine Hörfunksendung, die von 1930 bis 1945 über alle Radiosender in Deutschland ausgestrahlt wurde. Sie war ein Sprachrohr, mit dem sich die Regierung über den Rundfunk an die Bevölkerung wandte und damit das erste Instrument klarer Einmischung der Politik ins Radioprogramm. Erste Übertragungen dieser Art liefen meist halbstündlich, abends. Im Deutschen Reich unter dem Nationalsozialismus waren die Reichssendungen dann nur einer von vielen Rundfunkpropagandakanälen für das Regime. Den Reichssendungen gemeinsam war die Zusammenschaltung aller Sender im Reich. Die Technik dafür erprobte man ab 1926 über Fernsprechleitungen, später über ein rundfunkeigenes Kabelsystem.
1932 veränderte sich die Organisation des Rundfunks entscheidend. Das zuvor privatrechtlich organisierte Radio schien den mächtigen rechtskonservativen Kräften in der Spätzeit der Weimarer Republik nicht dienlich; sie benötigten ein Medium, das ihnen uneingeschränkt zur Verfügung stand. Unter der Regierung von Papens gingen die regionalen deutschen Rundfunkstationen vollständig in Staatsbesitz über. 51 Prozent der Gesellschaftsanteile sicherte sich die Reichsregierung, 49 Prozent gingen in den Besitz der Länder über. Damit war der Boden für die spätere nationalsozialistische Umstrukturierung des deutschen Rundfunks bereitet.
Die zentralen „Richtlinien für den Rundfunk“ von 1932 lauteten:
- Der deutsche Rundfunk dient dem deutschen Volke.
- Der Rundfunk arbeitet mit an den Lebensaufgaben des deutschen Volkes.
- Der deutsche Rundfunk wahrt christliche Gesinnung und Gesittung und die Achtung vor der ehrlichen Überzeugung Andersdenkender.
- Der Rundfunk nimmt an der großen Aufgabe teil, die Deutschen zum Staatsvolk zu bilden und das staatliche Denken und Wollen der Hörer zu formen und zu stärken.
- Die verehrungswürdigen, aus der Vergangenheit des deutschen Volkes und des Deutschen Reichs überlieferten Kräfte und Güter sind in der Arbeit des Rundfunks zu achten und zu mehren.
- Aufgabe aller Sender ist es, das Gemeinsame und Ganze der Lebensgemeinschaft des deutschen Volkes zu pflegen. Die Landessender […] vermitteln auch das reiche Eigenleben der deutschen Stämme und Landschaften.[34]

Die Rundfunkgesellschaften wurden zentralisiert und verstaatlicht. Der Rundfunk enthielt damit die Grundmuster des nationalsozialistischen Propagandaapparats.

### Der Weltrundfunksender
Mittel- und Langwellen haben bei guter Übertragungsqualität geringere Reichweiten als die Kurzwelle, die durch die Raumwellenausbreitung Einschränkungen im Nahbereich unterworfen ist. Deswegen war die Kurzwelle nur für den Auslandsrundfunk interessant. In Deutschland begann die Entwicklung dafür etwas später als in Großbritannien, den Niederlanden und den USA. Am 26. August 1929 um 12.00 Uhr begann das vom Reichspostministerium der Weimarer Republik „Weltrundfunksender“ genannte Überseeprogramm.
Der Weltrundfunksender war damit der erste staatliche Kurzwellensender in Deutschland. Die bundesrepublikanische Deutsche Welle sieht sich in seiner Tradition. Er sendete auf der Frequenz 9560 kHz (Wellenlänge 31,38 m) aus Zeesen bei Königs Wusterhausen in unmittelbarer Nachbarschaft des Deutschlandsenders und erreichte fast alle Teile der Welt. Wegen seiner vernachlässigbaren Empfangbarkeit im Inland dauerte es einige Zeit, bis der Sender auch innerhalb des Reichs wahrgenommen wurde. Im Ausland schätzten ihn hingegen insbesondere deutsche Emigranten in Amerika unmittelbar nach seinem Start.
Im Jahr 1932 war der Weltrundfunksender so etabliert, dass die Deutsche Stunde alle zwei Wochen über das Sendernetz der NBC über die gesamten USA zu empfangen war. Hier sprachen deutsche Forscher und Politiker in englischer Sprache; als erster der Direktor der Hochschule für Politik in Berlin Ernst Jäckh, dann der Leiter der Berliner Charité Ferdinand Sauerbruch, der Chemie-Nobelpreisträger Friedrich Bergius, die Großindustriellen Carl Friedrich von Siemens, Fritz Thyssen, Reichskanzler Heinrich Brüning und viele andere.
Ab dem 1. April 1933 instrumentalisierten die Nationalsozialisten den Weltrundfunksender für ihre Propagandazwecke und nannten ihn den „Deutschen Kurzwellensender“.

## Nationalsozialistisches Propagandainstrument

### Vorbereitung auf eine Übernahme des Rundfunks

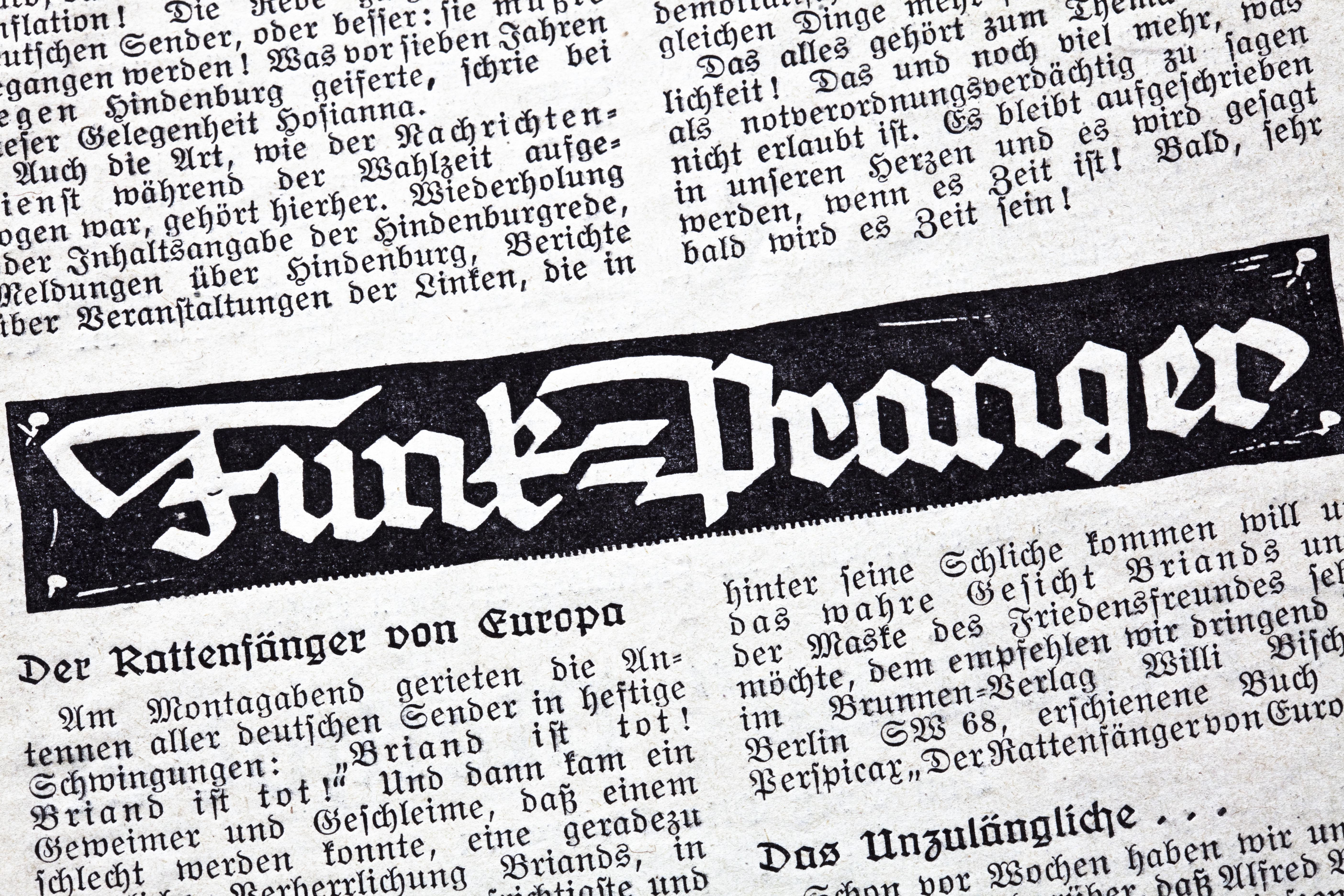
Rubrik „Funk-Pranger“ in der NS-Radiozeitschrift „Der Deutsche Sender“ (Heft 12, 1932)

Noch 1930, in seiner Rede zur Eröffnung der Deutschen Funkausstellung in Berlin, erklärte Albert Einstein: „Die Techniker machen erst die wahre Demokratie möglich“ und „Rundfunk habe eine einzigartige Funktion zu erfüllen: die Völkerversöhnung.“ Doch wenige Jahre später übernimmt das NS-Regime die Regierungsgewalt im Deutschen Reich.
Schon vor der Machtübernahme der Nationalsozialisten bereitete in der Weimarer Republik das Kabinett Papen eine staatlich gelenkte Rundfunkdoktrin vor. In der Rundfunksendung „Stunde der Reichsregierung“ verkündete im Juni 1932 Reichsinnenminister Wilhelm von Gayl diese Forderung an die Rundfunktreibenden:
„Die Reichsregierung legt Wert drauf, ihre Absichten und Handlungen dem deutschen Volke durch Benutzung der neuzeitlichen Einrichtung des Rundfunks unmittelbar mitzuteilen. Wir fühlen uns verpflichtet, uns auch an die Millionen deutscher Menschen zu wenden, die den Rundfunk in allen Teilen unseres Vaterlandes hören. Wir werden hinfort durch den Rundfunk unmittelbar zum deutschen Volke sprechen, damit es weiß, woran es ist, und weil es ein Recht hat, uns zu hören!“
Um schon früh Einfluss auf den Rundfunk in Deutschland zu gewinnen, infiltrierten die Nationalsozialisten seit Ende der 1920er Jahre den Reichsverband Deutscher Rundfunkteilnehmer (R.D.R.) und gründeten dort 1930 das Propagandaorgan „Der Deutsche Sender“, eine Radiozeitschrift, die mit antisemitischen und antidemokratischen Äußerungen das bestehende Rundfunkwesen angriff und dessen Betreiber diffamierte. Zudem richtete die NSDAP im ganzen Reich ein Netz von sogenannten „Funkwarten“ ein – Experten, die sich mit Rundfunktechnik auskannten und vor Ort kostenlose Unterstützung bei Empfangsproblemen gaben. Viele Funkwarte standen den Sendeanstalten nahe und lieferten Interna an die Partei; in jedem Fall waren sie rege Rundfunkhörer mit einem guten Überblick über das laufende Programm. Dadurch war „Der Deutsche Sender“ meist außergewöhnlich aktuell und genau informiert und warf in seiner Rubrik „Der Funk-Pranger“ allwöchentlich den Rundfunkbetreibern anhand einzelner Sendungen angebliche Parteilichkeit und „jüdisch-marxistische“ Tendenzen vor.

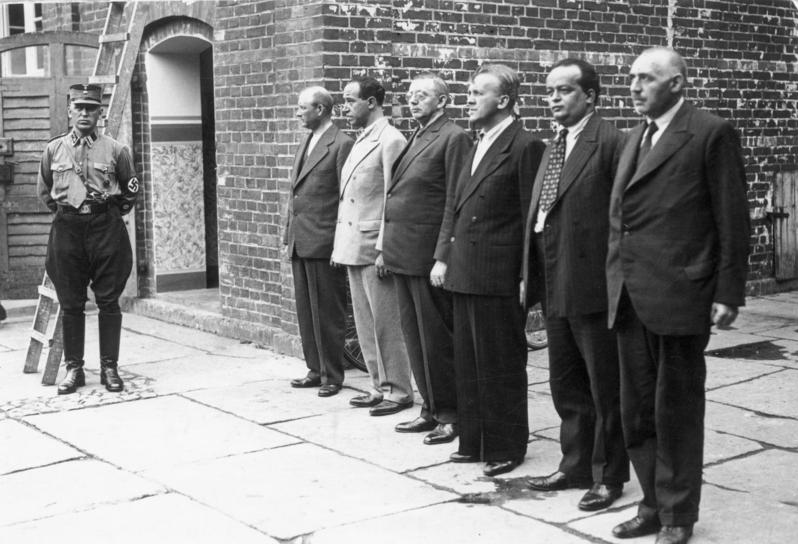
1933: deutsche Rundfunkpioniere, SPD-Funktionäre im KZ Oranienburg

1932 verschärfte sich der Ton dieser Zeitschrift drastisch, diffamierende und persönliche Angriffe auf einzelne Intendanten häuften sich auch in anderen NSDAP-gelenkten Blättern wie dem „Westdeutschen Beobachter“.
Innerhalb weniger Wochen nach Hitlers Machtübernahme erfolgte durch Goebbels‘ Propagandaministerium die nationalsozialistische Gleichschaltung des Rundfunks. Zahlreiche Verantwortliche der Reichsrundfunkgesellschaft wurden gegen NS-treue Radiomacher ausgetauscht. Hans Bredow trat freiwillig zurück; mehrere Führungskräfte wie Kurt Magnus, Heinrich Giesecke, Ernst Heilmann, Hans Flesch, Alfred Braun und Ernst Hardt wurden verhaftet und kamen in Konzentrationslager. Der neue Reichssendeleiter Eugen Hadamovsky, ein linientreuer NSDAP-Mann, kam ins Amt; er war unmittelbar Goebbels unterstellt. Am 30. September 1933 berichtet der gleichgeschaltete Hörfunk ausführlich über das Oranienburger Lager in einer Tonaufnahme, die vermutlich allerdings nur über Kurzwelle für das Ausland und die Auslandsdeutschen ausgestrahlt wurde. Es ist die einzige erhaltene NS-Rundfunkberichterstattung über ein KZ-Lager.

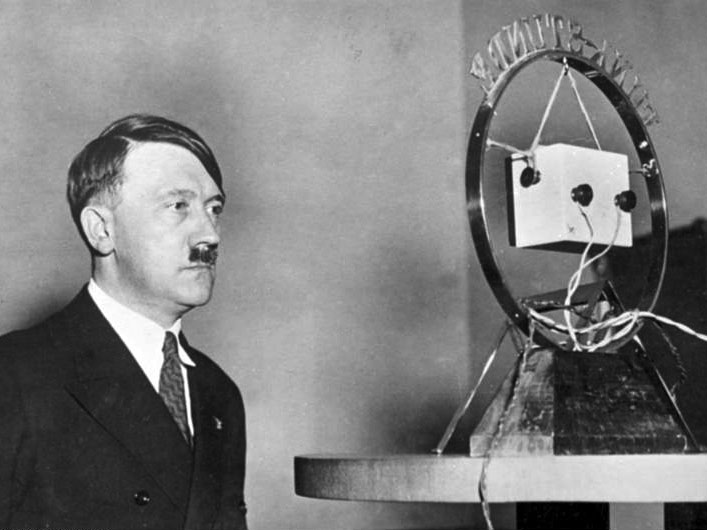
Rundfunkansprache, 1. Februar 1933, Hitler mit einem von Eugen Reisz entwickelten Marmorblock-Mikrofon

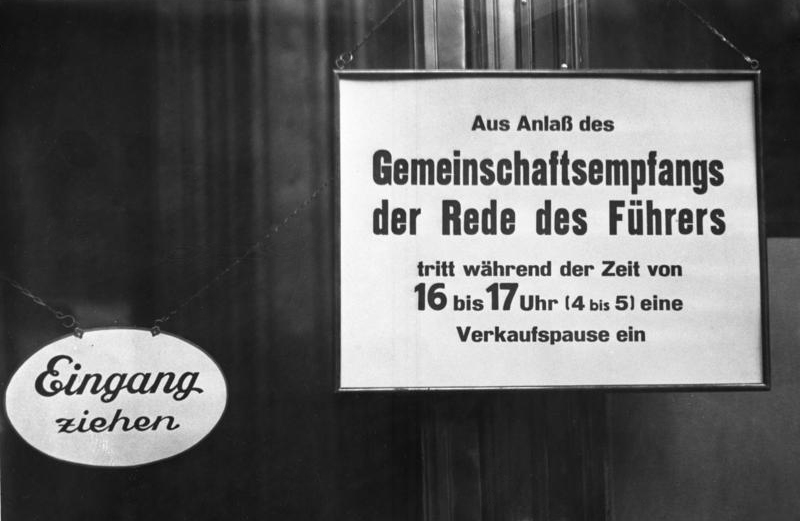
1935: Geschäfte schließen, damit eine Rede Hitlers gehört werden kann

Mit dem Slogan „Ganz Deutschland hört den Führer mit dem Volksempfänger“ vermarktete die Regierung den Volksempfänger VE 301. Seine Typenbezeichnung leitete sich vom Datum der nationalsozialistischen Machtergreifung ab (301 = 30. Januar [1933]). Die Hörerzahlen stiegen von rund vier Millionen Anfang 1932 auf über 12 Millionen Mitte 1939. Trotz dieses Erfolgs lag die Rundfunkempfangsdichte 1934 in Deutschland bei nur 33,3 % (46,9 % im Jahr 1937) und damit weit unter der in den USA (78,3 %) und Großbritannien (66,1 %).
1933 war die Gestapo dazu übergegangen, den Kommunisten zugerechnete Rundfunkteilnehmer, die gemeinschaftlich „Radio Moskau“ empfangen hatten, in Konzentrationslager zu verschleppen. Auch hatten Oberlandesgerichte, Sondergerichte und der Volksgerichtshof bereits ohne gesetzliche Grundlage Urteile wegen „Vorbereitung zum Hochverrat“ gefällt, weil Beschuldigte diesen Sender abgehört hatten. Seit dem 29. Oktober 1929 strahlte Radio Moskau, ein starker Kurzwellen-Sender des Zentralrates der sowjetischen Gewerkschaften, deutschsprachige Sendungen aus, die die KPD in Deutschland propagandistisch unterstützten. Die Reichsregierung setzte ab 1931 versuchsweise zahlreiche Störsender dagegen ein, diese führten aber beim Betrieb zu unliebsamen Störgeräuschen des Deutschlandsenders.
Im September 1933 gab die Gestapo einen Erlass heraus, dass alle beim gemeinschaftlichen Empfang von „Radio Moskau“ festgestellten Personen unverzüglich in ein Konzentrationslager einzuliefern seien. Erwogen wurden technische Änderungen an Radioempfängern, um den Empfang zu verhindern.
Mit einer Verordnung über außerordentliche Rundfunkmaßnahmen vom 1. September 1939, dem Tag des Beginns des Überfalls auf Polen, wurde im Deutschen Reich das Verbreiten der Nachrichten von abgehörten Feindsendern unter Strafe gestellt. Auch das Abhören von Radiosendern neutraler und mit Deutschland verbündeter Staaten war verboten. Beides wurde im nationalsozialistischen Deutschland auch mit dem Begriff Rundfunkverbrechen belegt.

### Übernahme des Rundfunks durch das Propagandaministerium

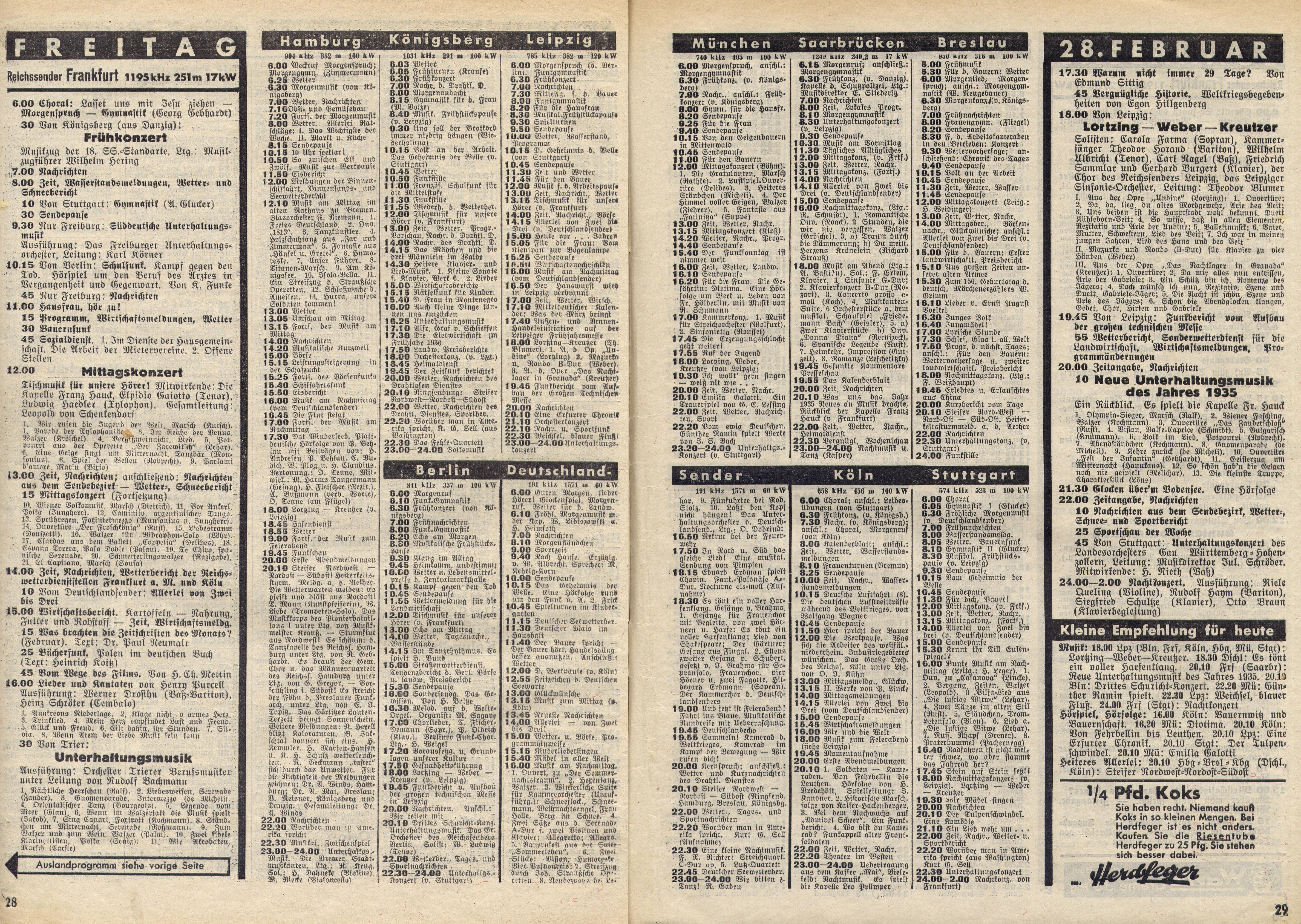
Rundfunkprogramm der Deutschen „Reichssender“ und des Deutschlandsenders am 28. Februar 1936

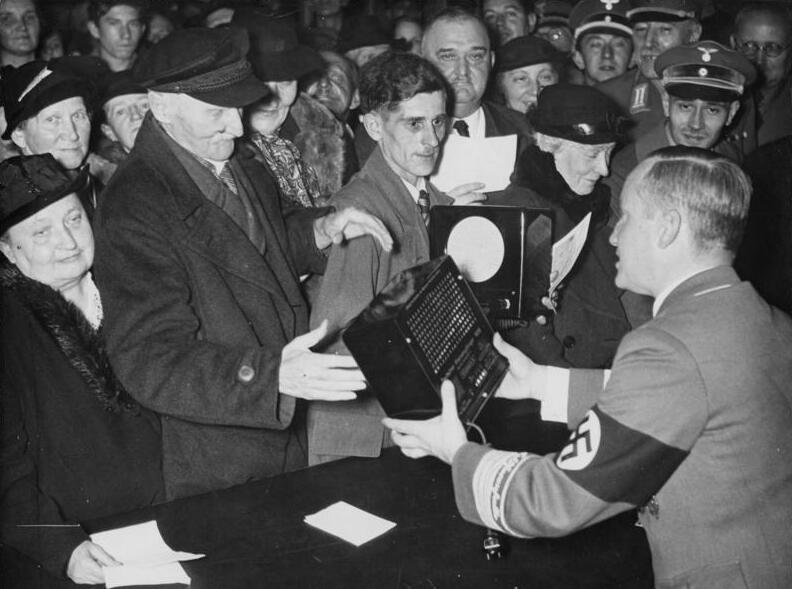
Verteilung von Volksempfängern 1938 anlässlich Goebbels’ 41. Geburtstag im Berliner Funkhaus durch Gaupropagandaleiter Werner Wächter (mit Hakenkreuz-Armbinde) an „bedürftige Volksgenossen“.

Goebbels hielt „den Rundfunk für das allermodernste und für das allerwichtigste Massenbeeinflussungsmittel, das es überhaupt gibt.“ Bald nach der Machtübernahme Hitlers 1933 mussten alle Sendegesellschaften ihre an der Reichs-Rundfunk-Gesellschaft (RRG) gehaltenen Anteile an das von Joseph Goebbels geleitete Reichsministerium für Volksaufklärung und Propaganda abgeben, das von der Reichspost auch alle hoheitlichen Verwaltungsrechte übernahm. Die Sendeanstalten wurden zu Filialen der RRG und damit Instrument des Propagandaministeriums. Damit war der Rundfunk völlig verstaatlicht und wurde zu einem der wichtigsten Teile der NS-Propaganda. Bereits im Sommer 1933 war die Rundfunkwelt eine völlig andere als in den zehn Jahren zuvor. Von staatlicher Seite wurde der Verkauf von Rundfunkempfängern massiv gefördert, u. a. über die Elektrizitätsversorgungsunternehmen mit der Möglichkeit einer Ratenzahlung. Den offensichtlichsten Ausdruck fand dieser Wandel in der Massenverbreitung der „Volksempfänger“. Für diese neu konstruierten Typen von preiswerten Empfangsgeräten warben die Nationalsozialisten mit dem Slogan: „Ganz Deutschland hört den Führer mit dem Volksempfänger“.
Beispielsweise widmete die NS-Zeitung „Westdeutscher Beobachter“ am 23. August 1933 dem Rundfunkwesen breiten Raum, diesmal mit dem Programm: „300.000 Kölner sollen Rundfunkteilnehmer werden. Erste Auswirkungen der neuen Funkpolitik. Köln erhält eine Rundfunkberatungsstelle. Großer Rundfunkfeldzug der Rundfunkkammer zur Vermehrung der Hörer. Die Rolle des neuen Volksempfängers. Planmäßige Werbung neuer Rundfunkhörer.“ Das Personal für die „bis ins kleinste Dorf“ hineinwirkende Rundfunkberatungsstelle stellten die Funkwarte mit ihrer technischen Kompetenz. Verkaufen („dem Rundfunkhandel ins Werk pfuschen“) durften die Berater nicht – es stand unter Strafe; wohl aber waren sie kaufberatend tätig und dazu angehalten, auch Minderbemittelten die Anschaffung eines Empfangsgeräts zu ermöglichen.
Um den Rundfunk auf Parteilinie zu bringen, fanden in den Funkhäusern zwischen März und Juni 1933 Entlassungswellen statt, die nicht nur das Führungspersonal und die Redaktionen, sondern auch Technik und Verwaltung der Sender betrafen. Die Regierung stellte den neu eingesetzten Intendanten für diese Maßnahmen „Kommissare zur besonderen Verwendung“ an die Seite, deren Leiter („Abteilung zur besonderen Verwendung“) Weltziens war. Einer der vom Propagandaministerium in Auftrag gegebenen Kommissionsfragebögen, den Weltziens an Angestellte der Rundfunkanstalten am 27. Mai 1933 verteilte, ist erhalten. Zentrale Fragen waren, ob die Funkmitarbeiter bereits vor dem 30. Januar oder erst danach Mitglied in der NSDAP wurden und ob und wann sie der SA und Hitlerjugend gedient hätten. Der beim Berliner Rundfunk beschäftigte Journalist und Lieddichter Jochen Klepper schrieb am 8. März in sein Tagebuch, dass auf dem Funkhaus die Hakenkreuzfahne angebracht worden war, und am 30. März 1933 über die Behinderungen bei einer Hörspielinszenierung:

„Ich hatte ‚Atlantis‘ pünktlich fertig geschrieben. Nun galt es für Sonnabend die Sache rasch zu proben. Die Probe mußte ausfallen. Das Manuskript war nicht vervielfältigt worden, weil die Firma, mit der der Funk bisher sehr angenehm arbeitet, jüdisch ist. Die von mir bestellten Platten wurden mir entzogen, weil entweder die Firma oder der Komponist (Ich brauchte: ‚Meeresstille und glückliche Fahrt‘) oder der Dirigent jüdisch ist. Meinen zuverlässigsten Sprecher mußte ich wegschicken, weil er jüdisch ist. Und im übrigen ist der Funk fast wie eine nationalsozialistische Kaserne: Uniformen, Uniformen der Partei-Formationen.“

### Der Deutsche Kurzwellensender
Dass der Rundfunk ein ausschließliches Instrument des Goebbels-Ministeriums wurde, war innerhalb der Hitler-Regierung umstritten. Schon Anfang 1933 kam es zum Disput zwischen Propagandaminister Goebbels und dem Preußischen Staatsminister Hermann Göring. Göring wollte die Auslandspropaganda nicht an Goebbels abgeben, Hitler entschied am 24. Mai gegen Göring.
Goebbels betrieb nicht nur den Umbau der Inlandssender, sondern er holte den Münchner Rundfunkintendanten Kurt von Boeckmann zu sich, um in Berlin den Deutschen Kurzwellensender im nationalsozialistischen Sinn um- und auszubauen. Von Boeckmann wurde Leiter der Auslandsabteilung in der Reichssendeleitung und gehörte damit der Führungsspitze des Weltrundfunkvereins an. Die Kurzwelle startete am 1. April 1933 aus einer Privatvilla in der Nähe des Berliner Funkhauses an der Masurenallee mit einem Personal von sieben Angestellten (1935: 51 Mitarbeiter, 1938: 242 Mitarbeiter). Zu den Olympischen Winterspielen 1936 wurden die Sendekapazitäten über die Antennen in Königs Wusterhausen stark erweitert. Zu den bestehenden Kurzwellensender mit 5 kW, 8 kW und 13 kW Leistung kamen 1935 und 1936 acht weitere mit einer Sendeleistung von 40 kW sowie zwölf Richtstrahler für besonders hohe Reichweiten hinzu. Die eine Hälfte der neuen Übertragungskapazitäten diente dem normalen Hörfunkbetrieb ins entfernte Ausland, insbesondere in die USA, die andere Hälfte dem internationalen Programmaustausch. Rundfunktechnisch war Deutschland damit an der Weltspitze. Göring machte einen Teil seiner machtpolitischen Niederlagen beim Hörfunk wenig später beim Kampf um den Einfluss beim Fernsehen wett.
Zum Erfolg der ersten Sendevorhaben auf Kurzwelle Mitte der 1920er Jahre trugen die zahlreichen Funkamateure bei. Sie führten viele Tests durch, derer sich die Industrie bediente. Der strengen Regulierung des Rundfunks in Deutschland lief jedoch der Amateurfunk, insbesondere der, der sich mit den weitreichenden Kurzwellen beschäftigte, zuwider. Das Reichsjustizministerium verschärfte am 24. November 1937 das „Gesetz gegen die Schwarzsender“ drastisch: „Fortan wird Schwarzsenden mit Zuchthaus bestraft“, und nicht mehr mit Gefängnis, schrieb der Diplomingenieur Fritz W. Behn am Beginn seines Buchs über die Konstruktion von Kurzwellensendern. Nach der neuen Rechtslage kamen selbst diejenigen, die an einem solchen Sender nur herumbastelten oder ihn aufbewahrten, ins Zuchthaus, und ihre Geräte wurden konfisziert. Um seinem elektrotechnischen Fachbuch mit detaillierten Konstruktionsanleitungen einen angemessen abschreckenden Ton zu geben, warnte Behn:
„Ob dabei einzelne Teile oder Verbindungen des Senders noch fehlen oder entfernt worden sind, ist belanglos. Also Ausreden, der Sender sei noch gar nicht fertig und nicht betriebsfähig, nützen nichts. Auch […] Wellenmesser, die elektrische Schwingungen aussenden, fallen unter den Begriff ‚Funksendeanlagen‘. Die Deutsche Reichspost erteilt nur solchen Funkfreunden Sendegenehmigungen, die Mitglieder des […] Deutschen Amateur-Sende- und Empfangsdienst e. V., Berlin-Dahlem, Cecilienallee 4 [sind].“

### Gleichschaltung und Großdeutscher Rundfunk

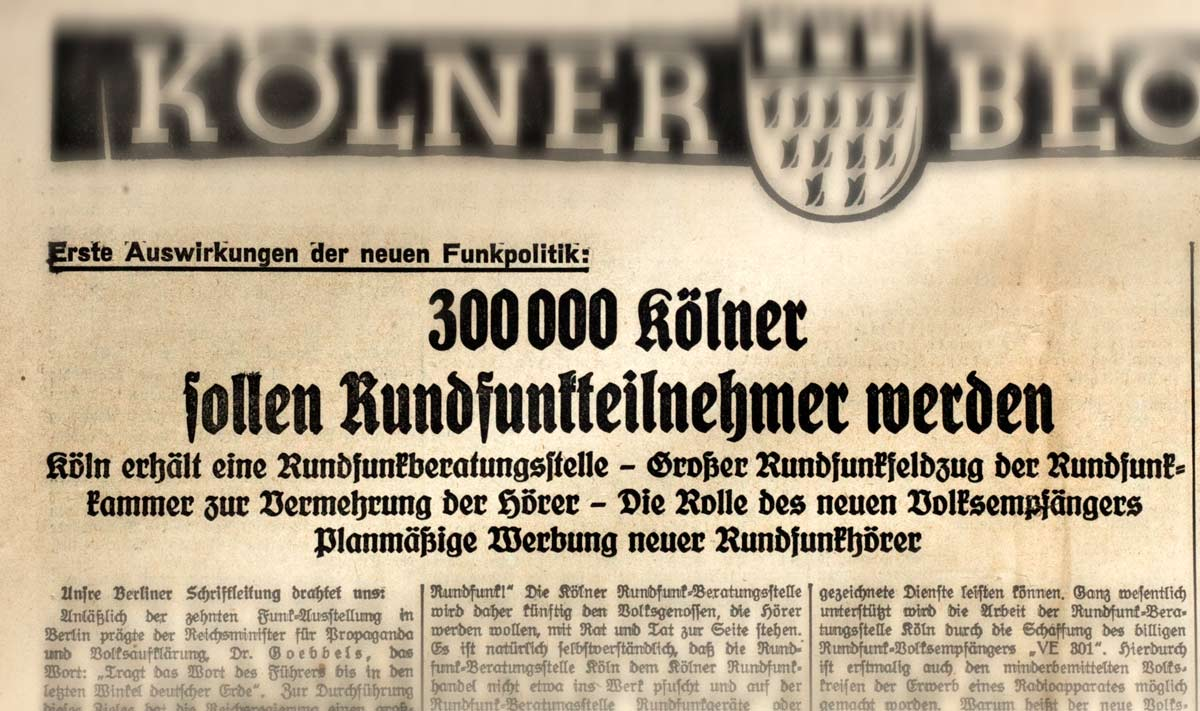
Zeitungsausschnitt des Westdeutschen Beobachters: Die neue Rundfunkpolitik unter den Nazis (August 1933)

Unter den Nationalsozialisten wurde der Rundfunk verstaatlicht. Die bis dahin bestehenden elf unabhängigen Rundfunkgesellschaften wurden aufgelöst, umgegliedert in Reichssender und dem Reichsministerium für Volksaufklärung und Propaganda unterstellt. Durch personellen „Säuberungen“ werden jüdische, sozialdemokratische und kommunistische Mitarbeiter entlassen. Goebbels fordert die Intendanten der Rundfunkanstalten am 25. März 1933 auf, diesen „Reinigungsakt“ selbst vorzunehmen: „Tuen Sie das aber nicht oder wollen Sie das nicht, dann wird's von uns aus gemacht.“ Drei Monate später sind alle Intendanten bis auf einen, der NSDAP-Mitglied wird, ebenfalls ihren Posten los. Voraussetzung für die Arbeit beim Rundfunk für Journalisten wird die Mitglied in der Reichsrundfunkkammer – einer Abteilung der Reichskulturkammer. Die Kriterien dazu bestimmt Goebbels.
Organisatorisch erfolgte die Gleichschaltung im Rundfunkbereich durch Einrichtung der Reichsrundfunkkammer, die jedoch 1939 wieder aufgelöst wurde, wobei ihre Kompetenzen auf die Reichs-Rundfunk-Gesellschaft (RRG) übertragen wurden, welche auch die ab 1938 zur Mitarbeit an Rundfunkproduktionen erforderliche Mikrofon-Eignungsprüfung durchführte. Die Programme wurden einseitig politisiert durch Übertragung der Reden des „Führers“ und der übrigen Nazi-Prominenz. Die Musikauswahl konzentrierte sich auf deutsche Unterhaltungsmusik, Marschmusik machte dagegen nur einen geringen Anteil aus. Ab 1935 wurde z. B. Jazz als „Entartete Musik“ verboten. Rundfunkhören wurde zur staatspolitischen Pflicht erklärt, was den Absatz des VE 301 und des DKE 1938 weiter förderte.
Die Umstrukturierungspläne nahmen bereits kurz nach Hitlers Machtübernahme Form an. Durch die rasche Zunahme der Rundfunkteilnehmer (4,3 Millionen am 1. Januar 1933, 5 Millionen am 1. Januar 1934) stiegen die Gebühreneinnahmen proportional an. Die Reichspost verwendete nur einen Bruchteil ihrer Einnahmen aus dieser Quelle zum Aufbau und Unterhalt einer Rundfunkinfrastruktur, weshalb Goebbels ihr bereits Mitte 1933 große Teile des Etats entzog und in die Finanzierung seines eigenen Ministeriums umleitete. Gegen Widerstände des Postministeriums unter Eltz von Rübenach, größere Widerstände des Finanzministeriums und Hitlers Einschätzung, ein Propagandaministerium benötige nur einen kleinen Etat, gelang es Goebbels und seinem Abteilungsleiter Erich Greiner 1934, sämtliche Einnahmen aus Rundfunkgebühren unter ihre Kontrolle zu bringen. Das Goebbels-Ministerium zahlte der Reichspost und der Reichs-Rundfunk-Gesellschaft lediglich, wie es im Haushaltsplan hieß, „Abfindungen“. Im Laufe der Jahre verminderte sich der Abfindungs-Anteil für die Reichs-Rundfunk-Gesellschaft stetig. Während er 1933/34 noch bei 32,5 % aller Gebühreneinnahmen lag, sank er 1939/40 auf 19,1 %. Der Finanzbedarf des Propagandaministeriums stieg so stark an, dass von dem populistischen Wahlversprechen der Nationalsozialisten vor der Machtergreifung, die Rundfunkgebühren zu senken, nach 1933 nichts mehr zu hören war. Goebbels rechtfertigte den Umgang mit Gebühren, indem er bei der Eröffnung der 12. Grossen Deutschen Funk-Ausstellung sagte, dass das Propagandaministerium „das deutsche Kulturleben in allen seinen Sparten subventioniert“.
Auf der Funkausstellung ein Jahr später, im August 1936, hielt Goebbels eine Grundsatzrede über die inhaltliche Gestaltung des Rundfunkprogramms: „Das Programm des Rundfunks muss so gestaltet werden, dass es den verwöhnten Geschmack noch interessiert und dem anspruchslosen noch gefällig und verständlich erscheint. Dabei soll besonderer Bedacht gerade auf die Entspannung und Unterhaltung gelegt werden […]. Demgegenüber fallen die wenigen, die nur von Kant und Hegel ernährt werden wollen, kaum ins Gewicht.“
Die englische Presse nahm die Umstrukturierungen des Rundfunks in Deutschland frühzeitig sehr kritisch wahr. So titelte die Times am 20. Februar 1935: „Rundfunk in Deutschland – Die Nazi-Maschine – Propaganda zu Hause und im Ausland“. In dem Artikel schätzt der Korrespondent Deutschland als das am weitesten entwickelte Rundfunkland in Europa ein. Das Reich betreibe seine sieben stärksten Sender am international erlaubten Limit von je 100 kW; der mit 60 kW über Langwelle verbreitete Deutschlandsender verdopple seine Leistung auf 120 kW. Als Beispiel für die „hervorragende“ Überdeckung nennt die Times Westdeutschland, wo zwei 100-kW-Sender in Langenberg und Mühlacker durch schwächere Sender in Frankfurt, Freiburg, Kaiserslautern, Trier und Koblenz flankiert würden. Politisch kam die Zeitung zu dem Schluss:

„Deutscher und Britischer Rundfunk sind verschieden organisiert. Alle deutschen Rundfunkanlagen gehören der Post. Ihre Programme werden von der Reichs-Rundfunk-Gesellschaft bereitgestellt, die dem Deutschen Reich gehört und von Propagandaminister Dr. Goebbels kontrolliert wird. Er beruft und entlässt die Direktoren der R.R.G. sowie die Intendanten der Landessender, die für die nicht-politischen regionalen Programme zuständig sind. Politische Sendungen werden direkt von Berlin gesteuert. Die Rundfunk-Maschine ist also in den Händen der Regierung.“

Im selben Artikel beschreibt die Times korrekt die strenge Kopplung des Rundfunks an die Nazi-Partei NSDAP, quer durch die Parteihierarchie: Zu jedem der 38 Reichsgaue gehörte ein Gaufunkwart. Diesen untergeordnet waren etwa 1.000 Kreisfunkwarte sowie ein Funkwart in jedem größeren Ort. Wenn wichtige politische Rundfunkreden anstanden, mussten die Funkwarte dafür sorgen, dass in jeder Fabrik, jeder Schule, an jedem größeren Platz entsprechende Lautsprecheranlagen aufgestellt wurden. Der Gaufunkwart hatte über seine untergebenen Funkwarte Kontakt zur Hörerbasis und gleichzeitig direkten Zugang zu den Intendanten der jeweiligen Landessender und konnte „so seinen Einfluss geltend machen, dass die Rundfunkhörer das Programm zu hören bekommen, was sie wirklich wollen.“ Den Landessendern war jegliche inhaltliche Gestaltungsmöglichkeit für das Programm genommen; sie waren ein Instrumentarium des Massengeschmacks für Unterhaltung und die propagandistischen Interessen der politischen Elite.
Goebbels führte zum 1. Januar 1939 für den Reichsrundfunk die Bezeichnung Großdeutscher Rundfunk ein. Dieser sendete ab Juni 1940 ein nationalsozialistisches Einheitsprogramm für das ganze Deutsche Reich. Ein Programmbeispiel sind die Weihnachtsringsendungen 1940 bis 1943 zur „Verbindung von Front und Heimat“. Anfang 1939 untersagte Hitler persönlich die zukünftige Ausstrahlung religiöser Sendungen.

### Volksempfänger

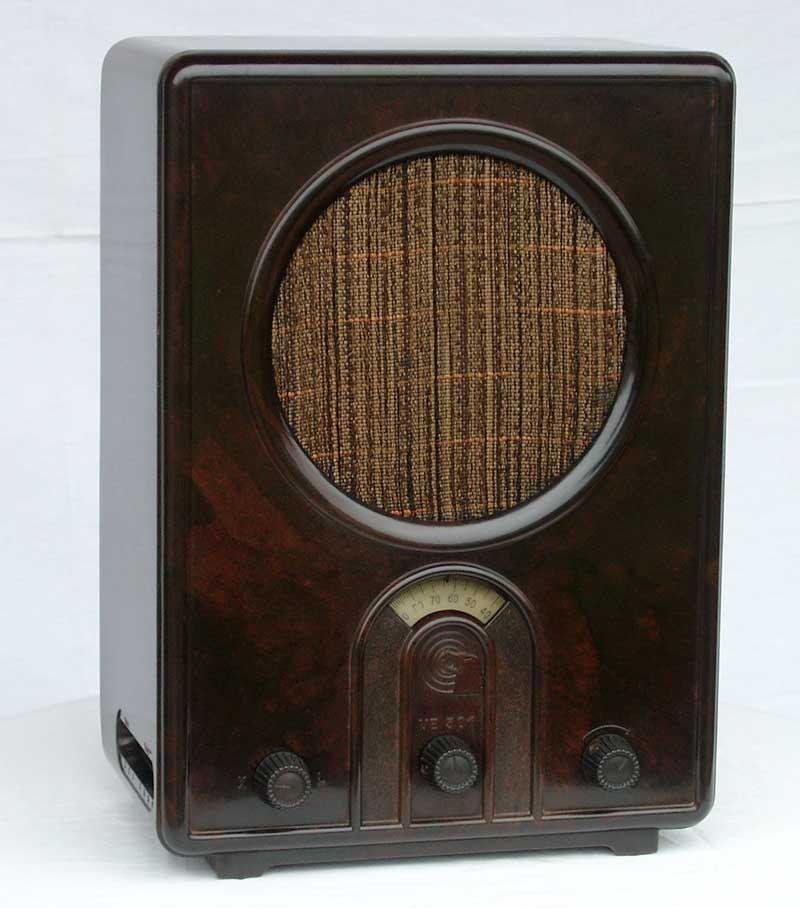
Volksempfänger, Typ VE301W

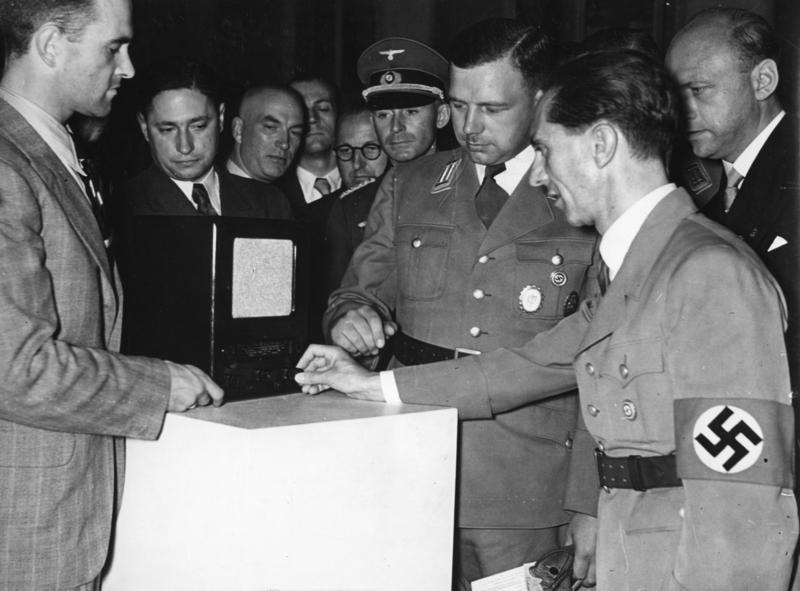
Joseph Goebbels vor Volksempfänger für RM 65,-, rechts Reichsrundfunkkammer-Präsident Hans Kriegler, Funkausstellung am 5. August 1938

Die industrielle Massenherstellung von Radiogeräten setzte mit der Serienproduktion der Volksempfänger des Typs VE 301 ein. Seine Typenbezeichnung leitete sich vom Datum der nationalsozialistischen Machtergreifung ab (301 = 30. Januar [1933]). Ab dem 25. Mai 1933 wurden 100.000 VE 301 für 76 Reichsmark (RM) pro Stück hergestellt; Ende 1933 erreichte die Produktionszahl bereits 500.000, 1935 schließlich 1,3 Millionen. Bis 1937 war der Preis bis auf 59 RM gefallen. Der VE 301 war nur für Mittel- und Langwelle ausgelegt, das Hören von Kurzwellenrundfunk war mit ihnen nicht möglich. Da die VE 301 aus Kostengründen nicht als Überlagerungsempfänger (Superhet) konzipiert waren, konnten auch weit entfernte ausländische Stationen nur schlecht empfangen werden.
Nach dem Erfolg des Volksempfängers wurde ab 1938 zusätzlich eine technisch noch weiter vereinfachte Variante zum Preis von 35 RM angeboten, der DKE 1938 (Deutscher Kleinempfänger), im Volksmund „Goebbels-Schnauze“ genannt. Das dritte Gerät war der DAF 1011 (Deutsche Arbeitsfront Empfänger) für den in Betrieben und Fabriken befohlenen Gemeinschaftsempfang. Auch hier steht die Typenbezeichnung wieder für ein politisch bedeutsames Datum: Am 10. November 1933 hatte Adolf Hitler im Spandauer Werk von Siemens-Schuckert gesprochen, um die Arbeiter auf die für den 12. November angesetzte Volksabstimmung gegen das „Diktat von Versailles“ und damit Neuwahlen für den Reichstag einzustimmen.
1936 kam ein weiteres Gerät auf den Markt, der Deutsche Olympiakoffer, ein transportables, mit Batterien bestücktes Koffergerät für den Empfang im Freien. Anlass waren die Olympischen Spiele 1936 in Berlin, bei denen erstmals weltweit eine Übertragung im Rundfunk stattfand. Das Gerät ging aus einem von der Wirtschaftstelle Deutscher Rundfunk-Großhändler (WDRG) angeregten Preisausschreiben hervor. Der Olympia-Kofferempfänger wurde ab 1936 als „tragbarer Empfänger für Reise, Wochenend und Sport“ öffentlichkeitswirksam beworben. „Im Rahmen der Maßnahme ‚Kampf der sommerlichen Hörerabnahme‘ und zur Werbung für das Koffergerät (insbesondere Deutscher Olympiakoffer)“ brachte die Reichsrundfunkkammer 1938 ein Plakat mit der Abbildung des Gerätes in einer Auflage von 70.000 Stück heraus.
1936 stellten die Nationalsozialisten das Senden kommerzieller Werbung im Rundfunk ein.
Die Produktion des VE 301 und des DKE 1938 bewirkte, dass die Hörerzahlen von rund vier Millionen Anfang 1932 auf über 12 Millionen Mitte 1939 stiegen. Es ist jedoch wohl dennoch eine historische Legende, dass die Nationalsozialisten durch die Förderung der Verbreitung von Rundfunkempfangsgeräten eine besonders hohe Empfangsdichte erzielt hätten: die Rundfunkempfangsdichte lag 1934 in Deutschland bei 33,3 % und stieg bis 1937 auf 46,9 %. In den USA 1937 lag die Empfangsdichte 1937 jedoch bereits bei 78,3 % und in Großbritannien bei 66,1 %. Im Deutschen Reich war erst 1941 ein vergleichbarer Wert mit 65 % erreicht.
Das Branchenblatt Der Radio-Händler verbuchte im letzten Quartal 1936 einen Absatz von 91.940 Volksempfängern, ein Jahr später waren es 164.344. Weil im gleichen Zeitraum die Zahl der registrierten Hörer um 365.331 stieg, schlussfolgerte die Zeitschrift, dass etwa die Hälfte der Neukunden „Gemeinschaftsempfänger“, die andere Hälfte Markengeräte kaufte. Man ging damals von einer Lebensdauer für Rundfunkempfangsgeräte von acht Jahren aus; umgerechnet auf die rund zehn Millionen Hörer bedeutete das: „1.250.000 Geräte je Jahr, die als überaltert erneuert werden müssen.“

### Zweiter Weltkrieg
Als deutsche Städte zunehmend von alliierten Flugzeugen bombardiert wurden, wurde aus dem Rundfunk ein wichtiges Zivilschutzinstrument: mit einem Signal – dem sogenannten „Kuckucksruf“ – wurde vor dem Herannahen feindlicher Bombergeschwader gewarnt.

#### Feindsender hören verboten

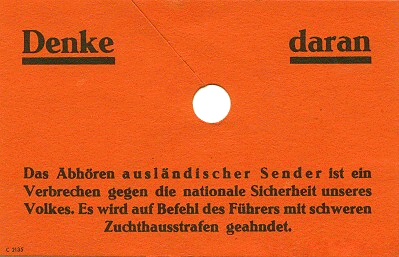
Feindsender hören verboten

Am 31. August 1939 fand ein fingierter Überfall eines deutschen SS-Kommandos in erbeuteten Uniformen der polnischen Armee auf den Nebensender Gleiwitz statt, um einen Vorwand für den Überfall auf Polen zu liefern. Mit der „Verordnung über außerordentliche Rundfunkmaßnahmen“ vom 1. September 1939 wurde im Zweiten Weltkrieg das Hören und Verbreiten von Nachrichten ausländischer Stationen (sogenannte Feindsender) als „Verbrechen gegen die nationale Sicherheit unseres Volkes“ (Rundfunkverbrechen) unter hohe Strafen gestellt. Auch das Abhören von Radiosendern neutraler und mit Deutschland verbündeter Staaten war verboten. Mitte 1941 kam es zum ersten Todesurteil wegen Hörens ausländischer Rundfunksender. Der Rundfunk wurde als „jüngstes Kind unserer Kriegstechnik“ bezeichnet; die Alliierten nutzten den Hörfunk für „Gegenpropaganda“.
Zur Papiereinsparung wurde im Mai 1941 der Druck von Rundfunk-Programmzeitschriften verboten und den Tageszeitungen die Veröffentlichung der Programme vorgeschrieben. Wegen des sich verschärfenden Papiermangels erschienen von anfänglich 1945 an keine gedruckten Rundfunkprogramme mehr.
Bis Anfang 1942 war der Deutschlandsender lediglich ein Relaisprogramm des Reichssenders. Von diesem Zeitpunkt an begann der Deutschlandsender zeitweise ein abweichendes Programm zu senden, in der Regel werktäglich nachmittags und am Abend zwischen 20.15 und 22 Uhr sowie sonntags auch während des Tages.

#### Ausbau des Auslandsrundfunks
Der ins Ausland sendende Deutsche Kurzwellensender KWS setzte ab Kriegsbeginn auf immer mehr Wortanteil im Programm. Waren 1938 noch 60 % der Sendestrecke mit Musik bestückt, so waren es 1943 nur noch 46 % und 1944 30 %. An erster Stelle kamen Nachrichten, gefolgt von Kommentaren, die damals im deutschen rundfunkinternen Sprachgebrauch „Talks“ hießen. Während das Inlandsprogramm während des Kriegs die Produktion aufwändiger Sendungen, vor allem von Hörspielen und neuen Musikeinspielungen, einstellte, produzierten die Kurzwellenredaktionen unter dem Chefdramaturgen Willi Schäferdiek Hörspiele und unter dem Musikchef des KWS Walter Jentsch Musik – wenn auch nur in kleinen Mengen. Die Fremdsprachenprogramme erlaubten sich bei der Musikauswahl Ausflüge in die von Goebbels aus dem Inlandsradio verbannte, aber von ihm für das Auslandradio als notwendig empfundene „heiße Musik“ (vor allem Jazz). Das deutschsprachige Auslandsprogramm lief im KWS unter dem Namen Deutsche Zone und produzierte unter anderem mehrmals wöchentlich längere Reportagesendungen, genannt „Features“ mit einer großen Zahl an freien Mitarbeitern. Die Honorarsätze für diese Reporter lagen zwischen 20 Reichsmark für drei Minuten und 240 RM für 60 Minuten Reportage. Häufig wurden diese Produktionen, auch dank verbesserter Aufzeichnungsmöglichkeiten auf Plattenfolie (statt Wachsplatte) und Magnetband, später im Programm der Reichssender übernommen. Während des Kriegs verschlechterte sich der Versand von Briefen, sodass der KWS zunehmend persönliche Grüße übermittelte. Die beliebtesten dieser volksnahen Auslandssendungen waren Blinkfeuer Heimat und Ankerspill.
Im Krieg bildete sich ein neues Nachrichtengenre heraus, die Sondermeldung (eine Form der Eilmeldung). Sie war stets eine Erfolgsmeldung und wurde mit Trommelwirbel und Fanfaren angekündigt. Die Komposition der Fanfare gab bereits Hinweise auf das Kampfgebiet. Schon Minuten bevor die Sondermeldung über Sender ging, wurde sie mit dem Spruch „Achtung, Achtung! Wir bringen in Kürze eine Sondermeldung!“ angekündigt und gab den Hörern Zeit, sich um die Rundfunkempfangsgeräte zu versammeln.
Das Propagandaministerium hielt tägliche Konferenzen mit den Leitern der Presse, also auch des Rundfunks ab, um die Gleichschaltung aufrechtzuerhalten. Die Programmmacher erhielten darüber hinaus im Laufe des Tags häufig Nachrichten mit dem Vermerk „Auf höheren Wunsch“ oder „Auf ganz besonderen Wunsch“. Sie wusste nicht, wer diese Wünsche äußerte, nur, dass sie aus dem Propagandaministerium oder aus dem Auswärtigen Amt kamen (die sich chronisch um die Kompetenz in Sachen Rundfunk stritten). Die meiste Sendezeit auf beiden Inlandssendern nahm aber Unterhaltungsmusik ein, gefolgt von klassischer Musik. Der Schwerpunkt des gesprochenen Worts lag zwischen 18:30 und 20 Uhr. Dieses Sendefenster wurde vom halbstündigen Magazin Zeitspiegel eingeleitet. Vor der Nachrichtensendung um 20 Uhr waren in der Regel 15 Minuten für einen Beitrag eines hohen Offiziers oder Politikers reserviert. Freitags füllte eine Lesung von Goebbels’ Leitartikel aus der Wochenzeitung Das Reich diesen Sendeplatz. Samstags verlas Hans Fritzsche ausgewählte Auszüge aus der Auslandspresse.
Anfang 1943 wurde der Deutsche Kurzwellensender in Die Deutschen Überseesender umbenannt, blieb jedoch im allgemeinen Sprachgebrauch weiterhin der „KWS“. Grund für die Umbenennung war der offizielle Aufbau der Deutschen Europasender über Mittel- und Kurzwelle; in Wirklichkeit waren die auf europäische Nachbarländer gerichteten Europasender schon mit dem Beginn des Kriegs eingerichtet worden. Von Anfang an war Walter Kamm ihr Leiter, Sendeleiter und später Intendant. Die Deutschen Europasender gliederten sich in sechs Ländergruppen und sendeten zuletzt Programme in 29 Sprachen. Das Propagandaministerium strahlte damit, koordiniert vom „Auslandsdirektor“ der Reichs-Rundfunkgesellschaft Anton Winkelnkemper in enger Abstimmung mit Goebbels, 147 Stunden Auslandsprogramm täglich in 53 Sprachen in die Welt hinaus.

#### Kurzwelle verlässt Berlin
Wegen der zunehmenden alliierten Luftangriffe auf Berlin zog der Kurzwellensender im August 1943 aufs Land nach Königs Wusterhausen in die unmittelbare Nähe des Senders. Intendanz und Sendeleitung wurden im Bahnhofshotel untergebracht, den Redakteuren und Technikern standen drei Tonträgerräume (kleine Studios, vor allem für den Tonschnitt) zur Verfügung. Die Sendestudios selbst befanden sich im Keller des Postamts. Die Auslagerung nach Königs Wusterhausen hatte mehrere Verschiebungsaktionen zur Folge. So mussten etwa die Sehbehinderten aus dem Blindenheim in die „Brandenburgische Landesirrenanstalt“ nach Teupitz umziehen, damit im Blindenheim die rund 80 Mitarbeiter des Kurzwellenrundfunks einziehen konnten. Die ganze Umgebung wurde von Mitarbeitern des Auslandsrundfunks belegt, etwa arbeitete die Redaktion Deutsche Zone im Gasthof Gussow, der Leiter des Auslandsrundfunks Winkelnkemper bezog das Schloss Schenkendorf. Wenige Wochen nach dem Umzug zerstörten im November 1943 alliierte Bomber das komplette Gelände des Kurzwellensenders in Berlin. Das Auslandsprogramm aus Königs Wusterhausen musste wegen der primitiven Technik und der immer schlechteren Anbindung an Berlin (wo Mitarbeiter kriegsbedingt bei ihren Familien blieben oder Kuriere mit Schallplatten nie in Königs Wusterhausen ankamen) drastisch reduziert werden. Eigenproduktionen fanden kaum mehr statt, das meiste Programm wurde von den Reichssendern übernommen. Es entstanden Ausweichstellen in Helmstedt (für Sendungen nach Indien und den Nahen Osten, im Keller des Hotels Pätzold) und in Landshut (für Asien, im Tanzsaal des Gasthauses „Goldene Sonne“). Am 25. April 1945 räumte der letzte Techniker aus Angst vor der anrückenden Roten Armee die Anlagen in Königs Wusterhausen. Das Leitungspersonal (Winkelnkemper, Cleinow und der spätere Bundeskanzler Kiesinger) versuchte, sich nach Landshut durchzuschlagen, kam dort jedoch nie an. Ende April 1945 stellte auch der „Sender Goldene Sonne“ sein Programm ein.
1943 wurde der Sendebetrieb auf 24 Stunden am Tag ausgeweitet.

#### Geheimsender
Zu den Auslandssendern zählten auch zahllose, teilweise nur kurz eingesetzte „Geheimsender“, deren Leiter Dr. Erich Hetzler im Außenministerium war. Ab April 1941 war Hetzler als „Sendeleiter mit besonderen Aufgaben“ nur noch für diese Tarnsender zuständig, die so taten, als seien sie nicht von Deutschland und den Nationalsozialisten betrieben. Sie alle waren unter dem Namen Concordia zusammengefasst. Zu den langlebigsten Varianten gehörten die drei auf England gerichteten Kurzwellensender New British Broadcasting Station (NBBS, bekannt als „Loch Lomond“-Sender), Caledonia und Worker's Challenge (dt.: Herausforderung für den Arbeiter). Während die NBBS nationale Zersetzungspropaganda mit pazifistischem Unterton verband, wandte sich Caledonia primär an schottische Nationalisten. Worker's Challenge sprach mit sozialrevolutionärem Unterton im Londoner Dialekt Cockney speziell Arbeiter an. Die Geheimsender konnten auch mobil agieren, wie etwa – angeblich erfolgreich – in Hitlers Frankreichfeldzug, als ein scheinbar französischer, in Wirklichkeit jedoch deutscher Sender in Frontnähe fröhliche Chansons abspielte, mit dazwischen eingestreuten Appellen, kein unnötiges Blut zu vergießen, sondern die Kampfhandlungen um des Friedens willen einzustellen. Die Sendung endete mit den Worten: „Bonne nuit, les gars. À bientôt!“ (Gute Nacht, Jungs. Bis bald!)
Ab 1943 bauten auch die Alliierten ein Netz an deutschsprachigen Tarnsendern auf, die vorgaben, deutsche Auslandssender zu sein. So verbreitete der vom britischen Geheimdienst betriebene Soldatensender Calais, später in Soldatensender Nord umbenannt, eine Mischung aus wahren und erfundenen Nachrichten, gemischt mit beim Landser beliebter Unterhaltungsmusik. Der Sender wandte sich über Mittel- und Kurzwelle an Soldaten von Heer- und Luftwaffe; sein an deutsche U-Boot-Besatzungen gerichtetes Kurzwellen-Pendant hieß Kurzwellensender Atlantik. Ihre Sprecher sprachen akzentfreies Deutsch. Sie griffen die NS-Führungselite meist nicht direkt an, sondern attackierten angeblich unfähige Parteibonzen der mittleren und unteren Führungsebene, um gezielt Verwirrung zu stiften.
Durch einen am 1. September 1944 verfügten Führererlass „über den totalen Kriegseinsatz“ waren alle kulturellen Einrichtungen wie Theater, Ausstellungen, Kunsthochschulen unter anderem geschlossen worden. Nur noch Film und Rundfunk sollten „den Soldaten an der Front und der schaffenden Heimat Entspannung [zu] geben und kulturelle Werte [zu] vermitteln“. Verbunden damit rückte Goebbels von seiner grundlegenden Ablehnung der seiner Meinung nach unpopulären Hörspiele im Inlandsrundfunk ab. Als Ersatz für die Theater wurde von Oktober 1944 an die Serie Bühne im Rundfunk ausgestrahlt.
Ende 1944 gab es im Deutschen Reich rund 16 Millionen lizenzierte Empfangsgeräte; drei Millionen davon waren inzwischen bedingt durch Kriegseinwirkungen außer Funktion. Im Februar 1945 wurden als erste Sendeanlagen im Reichsgebiet die Reichssender Breslau und Trier wegen der Vorrückens alliierter Truppen demontiert. Sendeunterbrechungen während Luftangriffen (um alliierten Flugzeugverbänden die Funkpeilung zu erschweren) sowie als Folge von Stromausfällen schränkten den Rundfunkbetrieb weiter ein. In Teilen des Reichs übernahm der Drahtfunk zunehmend die Aufgaben des Rundfunks, in Berlin auch der Polizeifunk.
Mit den offensichtlichen gegnerischen Erfolgen nahm das in Deutschland verbotene Abhören ausländischer Sender zu, da die deutsche Bevölkerung von diesen weitergehende Informationen zum Kriegsverlauf erhielt; zudem meldeten sich hier deutsche Kriegsgefangene zu Wort, die ihren Angehörigen Lebenszeichen gaben. Auch technisch wurde für die Westalliierten das Erreichen der deutschen Bevölkerung einfacher: Britische Sender belegten gezielt die Frequenzen deutscher Stationen, sobald diese wegen der Luftlage ihren Sendebetrieb unterbrachen. Zudem bekamen die Alliierten um den Jahreswechsel 1944/45 herum Zugriff auf den Langwellensender Luxemburg und konnten mit diesem weit ins Reichsgebiet hinein wirken. Das Propagandaministerium war bemüht, trotz fortgesetzter militärischer Niederlagen im Rundfunk weiter den Eindruck von Normalität zu vermitteln. Dies entsprach den Vorgaben an die Presse. Erst von Februar 1945 an wurde eine zunehmende Zurückhaltung bei Musikauswahl und anderen Unterhaltungsanteilen, beispielsweise Sport, verfügt. Am 11. März 1945 wurde zudem, erstmals seit 1939, wieder ein Gottesdienst im Rundfunk übertragen. Dies zielte darauf, die religiös gebundene Bevölkerung in der Endphase des Krieges wieder stärker zu integrieren. Von März 1945 an wurde der Mangel an Magnetbändern und Schallplatten spürbar, nachdem Herstellungsbetriebe kriegsbedingt die Produktion einstellen mussten. Angesichts der sich abzeichnenden Niederlage wurden Anfang April die Programme für die noch aktiven Sender für mehrere Wochen vorproduziert. Eine letzte Programmvorschau wurde für die Woche vom 29. April bis 5. Mai herausgegeben.
Ab dem 1. April 1945 war kurzzeitig Radio Werwolf  auf Sendung, das in den alliiert besetzten Gebieten zu Guerillahandlungen hinter den Fronten aufrief. Am 16. April, zum Beginn des finalen sowjetischen Angriffs auf Berlin, produzierten nurmehr die Niederlassungen von Reichssender und Deutschlandsender in Berlin, Hamburg und München ein Programm. Dazu waren einzelne Relaissender in Betrieb. Der Deutschlandsender stellte seine Ausstrahlung am 19. April 1945 endgültig ein, der Reichssender am 24. April. Lediglich der Großdeutsche Rundfunk sendete weiter. Am 1. Mai verkündete er den Tod Hitlers und am folgenden Morgen um 0:50 Uhr durch den Sprecher Richard Baier die Einstellung seines Sendebetriebs.
In Betrieb bis zum 3. Mai blieb der Reichssender Hamburg, über den Gauleiter Karl Kaufmann die kampflose Übergabe der Stadt ankündigte. Mit dem weiteren Vordringen der alliierten Truppen zogen sich die Reste des Oberkommandos der Wehrmacht, die Regierung Dönitz sowie einige hohe NSDAP-Funktionäre in den Sonderbereich Mürwik innerhalb der Stadt Flensburg zurück. Sie betrieben den vom Hauptpostamt in Flensburg aus agierenden Reichssender Flensburg. Rundfunkstationen in Linz und Prag, die noch von Deutschen kontrolliert waren, stellten am 6. Mai ihren Betrieb ein. Der Relaissender Flensburg, der mit Hilfe eines Funk-Lkw der Marine zu eigenständigen Sendungen in der Lage war und in weiten Teilen des Reichsgebiets empfangen werden konnte, verkündete am 7. Mai 1945 um 12:45 Uhr mit der Ansprache von Lutz von Schwerin-Krosigk im Namen der dort residierenden Geschäftsführenden Reichsregierung zum ersten Mal von deutscher Seite her das Ende des Zweiten Weltkrieges in Europa. Die bedingungslose Kapitulation der Wehrmacht sollte für alle Fronten am 8. Mai um 23:01 Uhr mitteleuropäischer Zeit in Kraft treten. Dieses Datum, an dem der Krieg in Europa beendet war, wird als „Tag der Befreiung“ oder „VE-Day“ begangen. Noch bis zum 13. Mai brachte der Sender, geduldet durch britische Truppen, letzte Mitteilungen der deutschen Militärführung. Mit der folgenden Demontage wichtiger Bauteile durch die britische Militärverwaltung endete der Sendebetrieb.

## Nachkriegszeit

### Neuaufbau des Rundfunks durch die Alliierten
Vor Kriegsende hatten die Westalliierten weitaus weniger konkrete Vorstellungen von der Veränderung der deutschen Medienlandschaft als die sowjetische Seite. Die Sowjets begannen früh mit der Schulung von deutschen Exilkommunisten als Kader für den Medienaufbau. Seit Juli 1943 betrieben sie Radiosender in der Sowjetunion, die zunächst vor allem als Mittel der Psychologischen Kriegführung gegen die Wehrmacht gedacht waren.
1943 beschlossen Briten und Amerikaner, Nachkriegsdeutschland als demokratischen Staat friedlich in Europa einzubinden und die Bevölkerung für dieses Vorgehen zu gewinnen. Im Oktober 1943 wurde gemeinsam mit der Sowjetunion die European Advisory Commission gegründet. Sie fasste erste allgemeine Pläne für die deutsche Medienlandschaft nach dem Krieg. Allerdings waren ihre Vorschläge zunächst vor allem auf die Presse ausgerichtet. Im April 1944 übernahm die Psychological Warfare Division die Ausarbeitung konkreter Vorhaben. Ihr zufolge sollte eine zentrale alliierte Kommission gemeinsam und flächendeckend die Medienpolitik bestimmen. Konkrete Richtlinien für die Medienpolitik wurden am 16. April 1945 im „Handbook for the Control of German Information Services“ vorgelegt.
Das „Handbook“ befasste sich ebenfalls vor allem mit der Umgestaltung der Presse, enthielt aber zumindest eine Anfangsstrategie für den Rundfunk. Spezielle Einheiten sollten Radiosender sowie -redaktionen besetzen und sofort mit dem Ausstrahlen eines alliierten Programms beginnen. Dieses sollte von Radio Luxemburg produziert werden, angereichert durch deutschsprachige BBC- und Voice-of-America-Produktionen. Die Sendungen sollten vor allem der Information der Bevölkerung und der Umerziehung dienen. Nach der erfolgten Besetzung ganz Deutschlands war die Bildung einer zentralen und gemeinsamen Propagandastelle der Alliierten in Berlin mit angeschlossenem „nationalem Rundfunkdienst“ geplant. Zur Beseitigung des NS-Einflusses sollten zudem bis auf Ausnahmen alle Journalisten Berufsverbot erhalten, die seit 1933 in Deutschland gearbeitet hatten. Im „Handbook“ fehlten aber Vorgaben für den Übergang des Rundfunks an Deutsche vollkommen, während sie für die Presse vorhanden waren (Lizenzpresse). Lediglich allgemeine Anregungen für einen dezentralisierten und der Kontrolle der Regierung entzogenen Rundfunk waren vorhanden.
Die Briten begannen am 4. Mai 1945 in Hamburg als erste mit der Ausstrahlung eines Rundfunkprogramms, andere Besatzungsmächte folgen schnell, die Franzosen erst im Oktober in Koblenz. Dabei mussten die Alliierten sich der vorhandenen Rundfunk-Infrastruktur bedienen, wobei sich die Besatzungszonen und alte deutsche Strukturen überlagerten. Die Rundfunktrupps begannen entgegen der Planung sofort mit dem Aufbau eigenständiger Wort- und Musikprogramme, bewältigten bald einen täglichen Sendebetrieb und stellten vorerst das einzige tagesaktuelle Medium dar. Die Briten akzeptierten diesen Zustand als erste und beschlossen schon im Spätsommer 1945, den neuen Nordwestdeutschen Rundfunk zu einem eigenständigen Vollprogramm auszubauen. Im Spätherbst 1945 existierte in allen Besatzungszonen jeweils ein Vollprogramm. Bei den Amerikanern kamen schnell mehrere kleinere, regionale Sender dazu: Radio Bremen als Sender der zur amerikanischen Besatzungszone zählenden Hafenstadt Bremen verdankt seine noch heute bestehende Existenz innerhalb der ARD dieser amerikanischen Gründung kurz nach Kriegsende. Abweichend vom ursprünglichen Vorhaben begannen die Alliierten spätestens nach der Potsdamer Konferenz mit dem Einstellen einer schnell wachsenden Zahl deutscher Mitarbeiter. Nur die Amerikaner überwachten den Rundfunk genau. Briten und Franzosen ließen ihren Mitarbeitern relativ freie Hand.

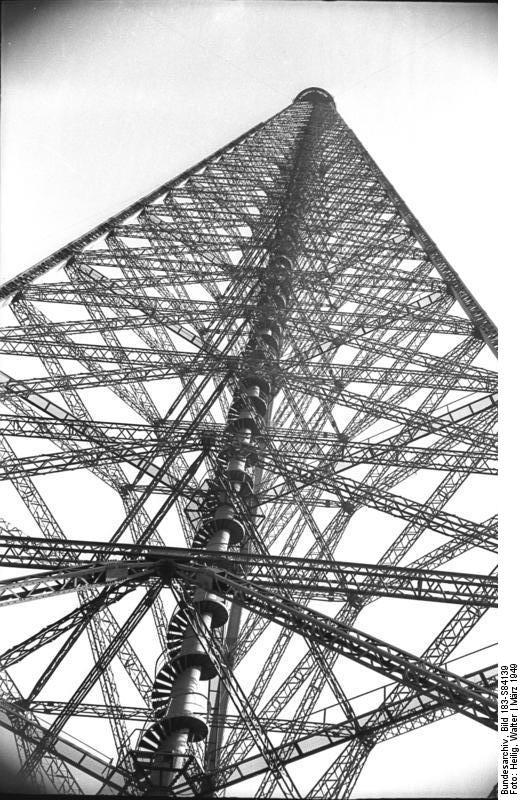
Die neue Sendeanlage des Berliner Rundfunks in Königs Wusterhausen (1949)

Aus dem von der Roten Armee besetzten „Haus des Rundfunks“ in der Masurenallee in Berlin (ab Juli 1945 britischer Sektor), später Sitz des Senders Freies Berlin (SFB), wurde unter Kontrolle der Sowjetischen Militäradministration (SMAD) am 13. Mai 1945 die erste Radiosendung des „Berliner Rundfunks“, des zukünftigen Rundfunks der DDR, ausgestrahlt. Verantwortlich für das Programm war der zur Gruppe Ulbricht gehörende KP-Funktionär Hans Mahle. Der ehemalige Sender mit reichsweiter Sendekapazität wurde stillgelegt und befand sich in sowjetischer Hand. Die SMAD lehnte die Verwirklichung der Pläne aus dem PWD-Handbook zur gemeinsamen Nutzung ab. Der Berliner Rundfunk wurde bis Ende 1945 immer mehr kommunistisch ausgerichtet und über den stärkeren Sender Königs Wusterhausen weiter verbreitet. Die Amerikaner starteten als Gegenmaßnahme zunächst ein Drahtfunk-Angebot und ab September 1946 den „Rundfunk im amerikanischen Sektor“ (RIAS). Im August 1946 nahm die britische Militärregierung in Berlin einen Relaissender für den in der Britischen Besatzungszone befindlichen Sender des Nordwestdeutschen Rundfunk Hamburg (NWDR) in Betrieb.

### Unterschiedliche Entwicklungen in den Besatzungszonen
Auch die langfristige Rundfunkordnung ging in den Zonen verschiedene Wege. Die Sowjets übergaben die Rundfunkverwaltung bereits im Dezember 1945 an eine KPD-nahe Behörde, die aber von SMAD-Weisungen abhängig blieb. Der Rundfunk sollte nach sowjetischem Vorbild staatlich organisiert werden. Bis Ende 1946 wurden Landessender aufgebaut, die jedoch nur einzelne Programmnischen gestalten durften. Eine Föderalisierung erfolgte nicht. Mit der Gründung der DDR ging der Rundfunk komplett an staatliche Organe über.
Die britische Besatzungsverwaltung gaben sukzessive mehr Kompetenzen an die deutschen Mitarbeiter des NWDR ab. Der deutsche Dienst der BBC übernahm ab November 1945 die Aufgabe der Umerziehung und Propaganda gegen die Sowjets. Dadurch erhielt der Sender Hamburg mehr Freiheiten zur Programmgestaltung. Der NWDR sollte ein starkes Gegengewicht zu einem eventuell kommunistisch übernommenen gesamtdeutschen Rundfunk bilden. Der Sender stand jedoch im Konflikt zur traditionellen föderalen Rundfunkstruktur und löste Proteste vor allem in Nordrhein-Westfalen aus. Im Verlauf des Jahres 1946 entwickelten die Briten eine Struktur für Rundfunk in deutscher Verwaltung: Die Finanzierung sollte über Gebühren erfolgen, der Verwaltungsrat ein mächtiges Kontrollgremium mit Vertretern aller gesellschaftlicher Gruppen bilden. Die technischen Anlagen sollten in den Besitz des Senders übergehen, um eine Kontrolle durch die zentralstaatliche Post zu verhindern. 1947 räumte die britische Verwaltung den deutschen Parteien auf deren massiven Druck größere Kompetenzen bei der Besetzung des Verwaltungsrats ein. Dieses neue Rundfunksystem trat 1948 offiziell in Kraft.
Die Amerikaner bauten schnell eine dezentrale Rundfunkstruktur auf und verhandelten nach der Bildung der deutschen Länder mit den Landesregierungen über die Übernahme der Rundfunkhoheit. Diese Gespräche kamen zu keinen Ergebnissen, weil die Länder aus Sicht der Besatzungsverwaltung zu großen Einfluss verlangten. Ende 1947 beschlossen die Amerikaner die Übernahme des britischen Systems. Allerdings hatten die Parteien in den Rundfunkräten der amerikanischen Zone weniger Einfluss. Die Rundfunkräte selbst erhielten noch weitergehendere Kompetenzen zur Programmgestaltung und Wahl des Intendanten als bei den Briten.
Die Franzosen konnten einen eigenen Zonenrundfunk wegen technischer Probleme nur langsam aufbauen. Sie legten den SWF als einheitlichen Sender mit kleinen regionalen Sparten für ihre vergleichsweise kleine Besatzungszone an. Ein Vollprogramm wurde erst im März 1946 ausgestrahlt. Von Anfang an waren Deutsche in Leitungspositionen. Ein Umerziehungsauftrag wurde fast überhaupt nicht im Programm umgesetzt. Die Franzosen beabsichtigen zunächst nicht, den SWF vollends in deutsche Hoheit übergehen zu lassen, wurden aber ab 1948 von Briten und Amerikanern unter Druck gesetzt, deren Ansatz zu übernehmen. Im Oktober 1948 erhielt der SWF Autonomie nach US-Vorbild, bis 1952 hatten die Besatzungsbehörden aber weitgehende Eingriffsmöglichkeiten.

## Rundfunk in der DDR

### „Hier spricht Berlin“

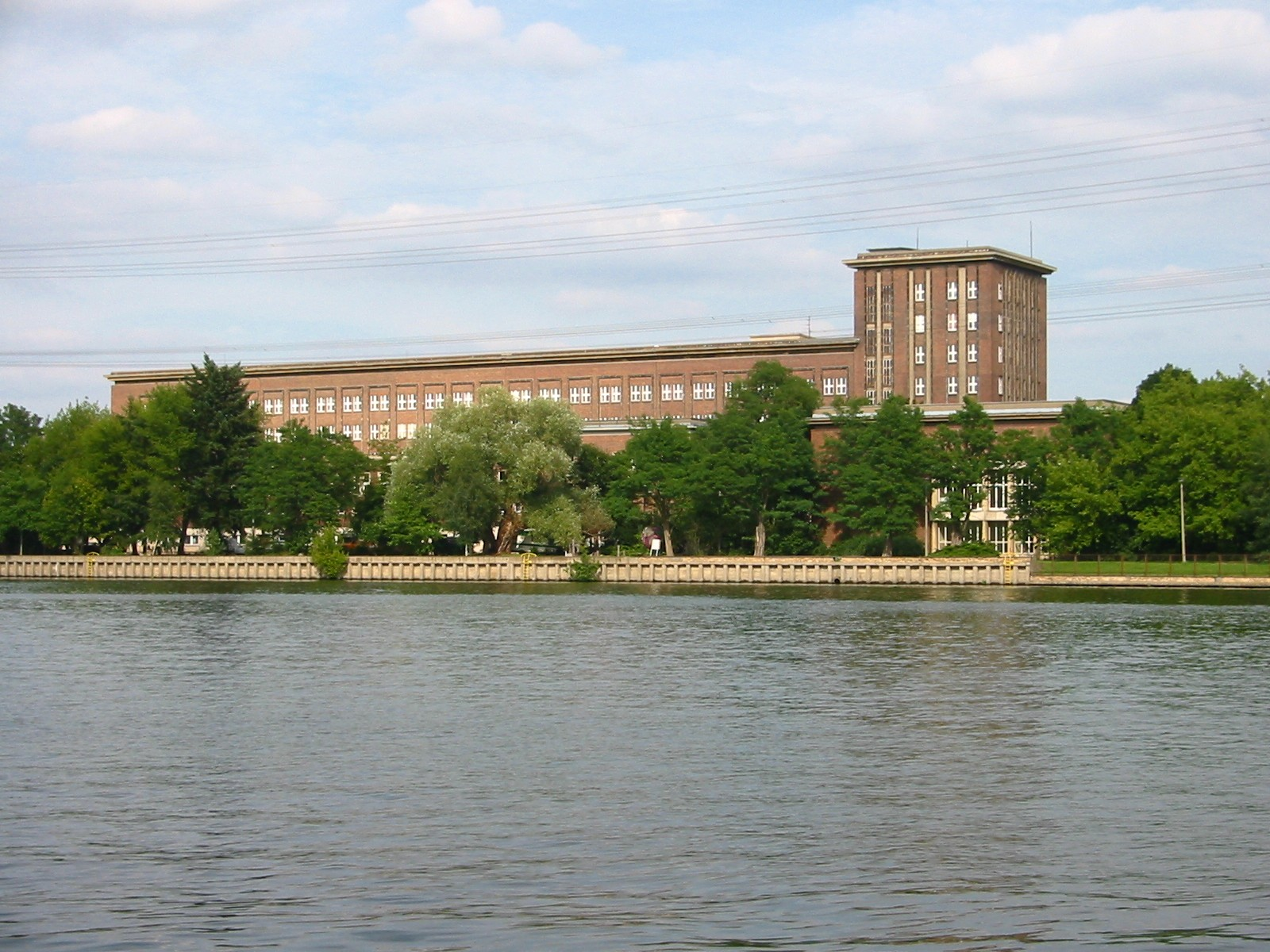
Das für den Deutschlandsender 1954 erbaute neue Funkhaus im Osten Berlins

Die erste Sendung auf dem Gebiet der Sowjetischen Besatzungszone wurde am 13. Mai 1945 ausgestrahlt. „Hier spricht Berlin“ war das akustische Signet. Zu den Gründern des DDR-Rundfunks gehörte der Kommunist Hans Mahle. Im gleichen Jahr nahmen unter sowjetischer Kontrolle auch Regionalsender die Arbeit auf, unter anderem Radio Leipzig, woraus später der Mitteldeutsche Rundfunk der DDR hervorging. Noch vor Gründung der DDR nahm am 1. Mai 1949 der Deutschlandsender seinen Betrieb auf. Der Deutschlandsender war als das sozialistische Rundfunkorgan für ganz Deutschland gedacht.
Am 4. September 1954 zog der DDR-Rundfunk vom West-Berliner Haus des Rundfunks in einen Neubau im Ost-Berliner Stadtteil Oberschöneweide ein, das Funkhaus Nalepastraße. Hier wurden zentral die Programme für die lokalen DDR-Sender produziert. Die Landessender lieferten dem Hauptprogramm allenfalls Regionalberichterstattung zu oder bestückten Nischen, wie etwa Radio DDR II, die Messewelle in Leipzig oder die Radio-DDR-Ferienwelle für Ostsee-Urlauber. Als reiner Auslandssender mit fremdsprachigen Programmen wurde 1959 Radio Berlin International (RBI) gegründet. Wie das westliche Pendant, die Deutsche Welle, sendete auch RBI nicht ins Inland, also nicht über UKW.
Für das Rundfunkwesen war ab Gründung der DDR 1949 bis zu ihrem Ende 1990 das nach sowjetischem Vorbild eingerichtete Staatliche Komitee für Rundfunk zuständig.

### 1960 bis zur friedlichen Revolution
Unmittelbar nach dem Mauerbau begann 1961 ein Kalter Krieg der Rundfunkwellen. DDR-Bürger mit nach Westen gerichteten Dachantennen mussten mit Sanktionen rechnen. Der DDR-Rundfunk startete das Stören von Rundfunkfrequenzen. Insbesondere der aus West-Berlin sendende RIAS wurde seit 1952 gestört. 1971 fasste das staatliche Rundfunkkomitee den Deutschlandsender und die auf Berlin beschränkte Berliner Welle zusammen zur Stimme der DDR.
Im Jahre 1986 wurde die in den 1960er Jahren gegründete Jugendfunksendung DT64 zu einem eigenen Sender ausgebaut. DT64 sprach auf nicht staatstragende Weise das Gefühl der Beat-Generation und damit des Protests der Bürger gegen ihren Staat an. DT64 sendete schon in den 1970er Jahren „Westmusik“, als diese von der Staatspartei SED noch offensiv als „revisionistisch“ und dekadent eingestuft wurde.

### Nach der friedlichen Revolution 1989

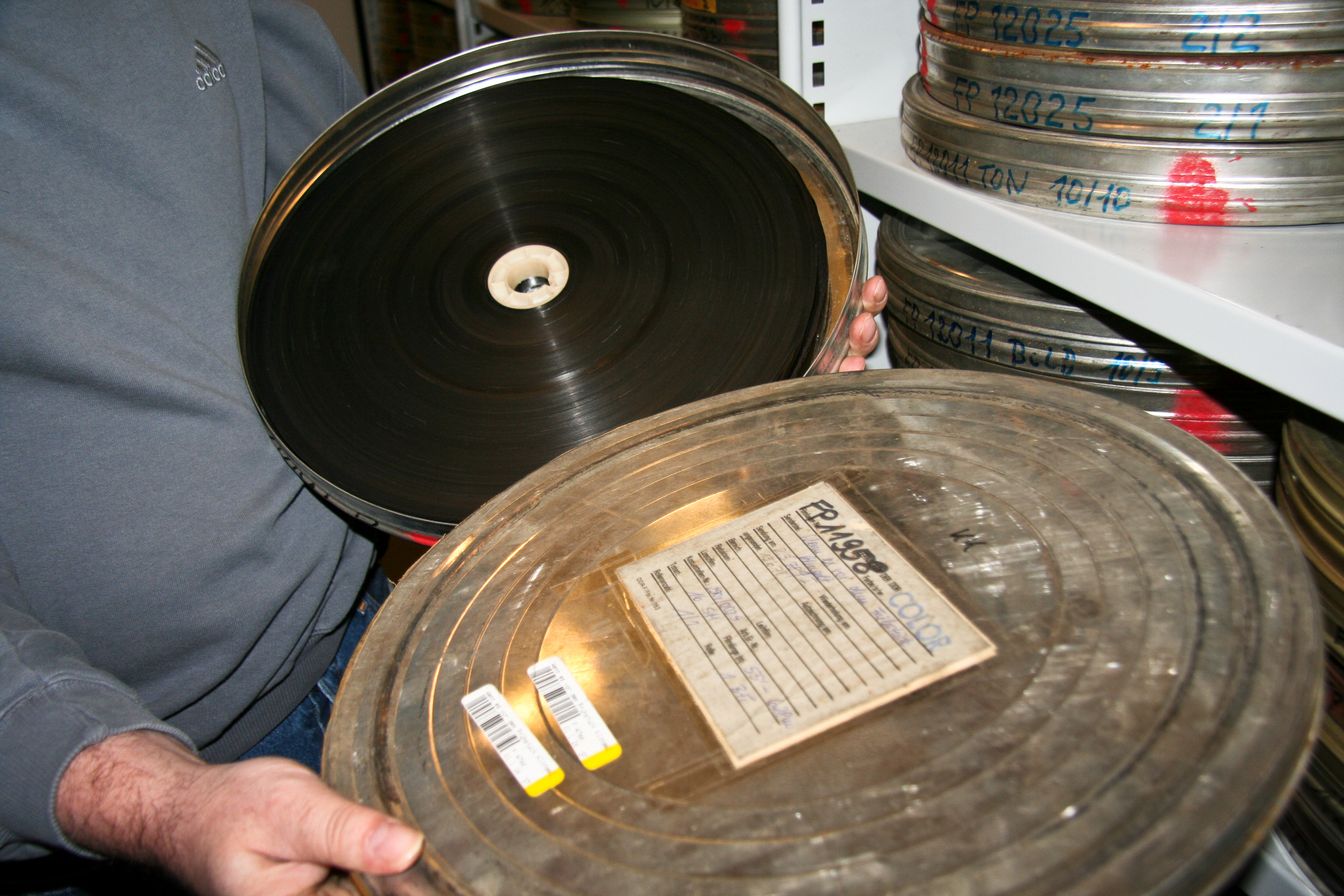
16-mm-Film des DDR-Fernsehens in gekühlter Filmdose im DRA Potsdam

Nach der friedlichen Revolution in der DDR fand bis zum 31. Dezember 1991 ein Übergang zu öffentlich-rechtlichen Strukturen statt: Antenne Brandenburg, Sachsen Radio, Thüringen 1 und Radio Sachsen-Anhalt. Die „Stimme der DDR“ hieß ab dem 12. Februar 1990 wieder „Deutschlandsender“ und ging wenig später zusammen mit Radio DDR II im Deutschlandsender Kultur (DS Kultur) auf. Die Landessender der ehemaligen DDR gliederten sich der ARD ein. Die Frequenzen des Auslandssenders RBI übernahm am 3. Oktober 1990 die aus Köln sendende Deutsche Welle. Aus DS Kultur und RIAS entstand am 1. Januar 1994 das „DeutschlandRadio Berlin“ mit Sitz im ehemaligen RIAS-Funkhaus am Hans-Rosenthal-Platz in Berlin-Schöneberg. Später wurde aus DeutschlandRadio Berlin der Schwestersender des Deutschlandfunks, Deutschlandradio Kultur.
Das Archivmaterial des DDR-Rundfunks – wie auch des Fernsehens – verwaltet das Deutsche Rundfunkarchiv (DRA) am Standort Babelsberg.

## Rundfunk in der Bundesrepublik Deutschland

### Entstehung eines geregelten Sendebetriebs

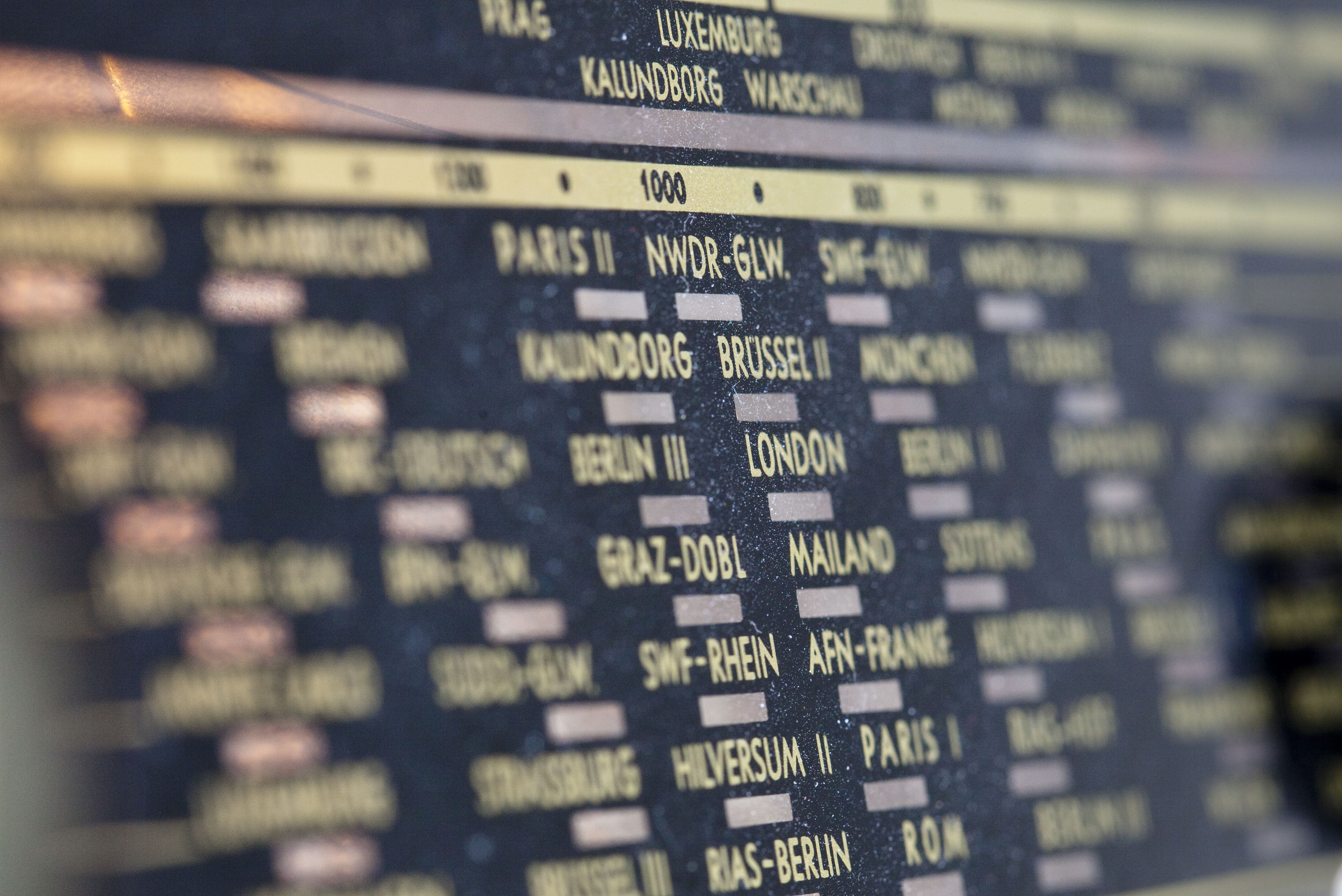
Radioskala eines Röhrenempfängers von 1952

In Westdeutschland wurden zwischen 1948 und 1949 durch die Landesrundfunkgesetze der Bayerische Rundfunk, der Hessische Rundfunk, Radio Bremen und der Süddeutsche Rundfunk gegründet. 1950 schlossen sich alle Landesrundfunkanstalten zur Arbeitsgemeinschaft der öffentlich-rechtlichen Rundfunkanstalten der Bundesrepublik Deutschland (ARD) zusammen. Da Deutschland nach dem Kopenhagener Wellenplan nur wenige Mittelwellenfrequenzen erhielt – die, anders als in anderen großen europäischen Ländern, auf mehrere regionale Rundfunkanstalten verteilt werden mussten –, begannen die Rundfunkanstalten zudem damit, den Ausbau des UKW-Netzes voranzutreiben.
Das erste regelmäßige Fernsehprogramm der Nachkriegszeit wurde im September 1951 vom Werkssender der Firma Grundig in Fürth gesendet. Ab Weihnachten 1952 strahlte der NWDR sein Programm aus, was als eigentlicher Wiederbeginn des Fernsehens in Deutschland gilt. Im Februar 1956 eröffnete der Rundfunk der DDR mit dem Funkhaus Nalepastraße in Berlin-Oberschöneweide ein neues Funkhaus, von dem aus Ostdeutschland zentral mit Hörfunksendungen versorgt wurde.
Am 3. Mai 1953 begann die Deutsche Welle mit ihren Sendungen auf Kurzwelle als Auslandsrundfunk der Bundesrepublik Deutschland, zunächst in Verantwortung des NWDR, später des WDR. Kurzfristig wurde der Sendebetrieb auf viele Fremdsprachen ausgedehnt, per Gesetz vom 29. November 1960 wurde die Deutsche Welle eine selbstständige Bundesanstalt des öffentlichen Rechts (Rundfunkanstalt) mit Sitz in Köln.
In der Nachkriegszeit haben sich die Rundfunkanstalten in Deutschland einen Namen als Kulturförderer, vor allem in den Bereichen Literatur und klassische Musik, erworben. In den 1950er und 1960er Jahren konnten beispielsweise viele Schriftsteller ihren Lebensunterhalt durch Lesungen und das Schreiben von Hörspielen finanzieren. Neben den großen Radio-Sinfonie-Orchestern wie dem RSO Frankfurt mit ihrem klassischen Musikangebot förderte die ARD auch gezielt moderne Stilrichtungen, wie Jazz und elektronische Musik.

### Die 1960er bis 1980er Jahre
Am 1. Januar 1962 nimmt der 1960 per Bundesgesetz gegründete Deutschlandfunk seinen Sendebetrieb auf Lang- und Mittelwelle mit einem in weiten Teilen Europas empfangbaren Informationsprogramm auf. Zielgruppe des Programms waren vor allem die Hörer in der DDR und – mit den später auf Mittelwelle aufgenommenen Fremdsprachensendungen – Osteuropa, er bildete praktisch das Gegenstück zum Deutschlandsender, dem Hörfunkprogramm des Rundfunks der DDR.
In den 1960er bis einschließlich 1980er Jahren hatten in Westdeutschland die öffentlich-rechtlichen Rundfunkanstalten und in Ostdeutschland der staatliche Rundfunk der DDR eine Monopolstellung.
Während in der DDR der staatliche Rundfunk weiterhin als einziger Anbieter von Hörfunkprogrammen zugelassen war, nahmen in der Bundesrepublik Deutschland Mitte der 1980er Jahre private Radiostationen den Betrieb auf. Es war der Beginn des dualen Rundfunksystems.
1987 gab es insgesamt 36 öffentlich-rechtliche Sender und acht private Sender.
Am 23. Juli 1988 wurde mit Radio Dreyeckland in Freiburg das erste deutsche freie Radio legalisiert, nachdem eine juristische Verfolgung des Piratenradios aussichtslos wurde. In der Schweiz ging am 14. November 1983 das freie Radio Radio LoRa in Zürich auf Sendung. In dem Zusammenhang mit den „freien Radiostationen“ spricht man auch vom „trialen Rundfunksystem“, damit ist die Dreiteilung der vorhandenen Frequenzen auf die drei Standbeine öffentlich-rechtlicher, kommerzieller und freier Rundfunkveranstalter gemeint.

### Nach dem Fall der Mauer
Nach der friedlichen Revolution in der DDR und der deutschen Wiedervereinigung 1990/91 wurden die ostdeutschen Sender umbenannt, Personal abgebaut und der Sendebetrieb auf Grundlage des Staatsvertrags über den Rundfunk im vereinigten Deutschland zum 31. Dezember 1991 eingestellt.
Die ARD wurde um die beiden ostdeutschen Anstalten ORB (2003 mit dem SFB zum RBB fusioniert) und MDR erweitert. Im (nationalen) Hörfunk entstand aus der Fusion des ostdeutschen DS Kultur (vormals Deutschlandsender), dem Westberliner Sender RIAS 1 und dem westdeutschen Deutschlandfunk 1994 das DeutschlandRadio mit zwei Programmen, das DeutschlandRadio Berlin und das DeutschlandRadio Köln. Später sind daraus die Programme Deutschlandfunk, Deutschlandradio Kultur und DRadio Wissen hervorgegangen.
Im Jahr 2015 gibt es 63 öffentlich-rechtliche, 233 private und 106 andere Radiosender.

### Kulturförderung
Zur Kulturförderung unterhält der öffentlich-rechtliche Rundfunk in Deutschland 14 Symphonie- und Rundfunkorchester, acht Chöre und vier Big Bands. Mit diesen Klangkörpern ist der öffentlich-rechtliche Rundfunk der größte Konzertveranstalter und einer der wichtigsten Auftraggeber für Komponisten. Die Entwicklung des Hörspiels und der Mundartliteratur wird ebenfalls durch den öffentlich-rechtlichen Rundfunk gefördert.